# معماری پیشاتاریخی در ایران

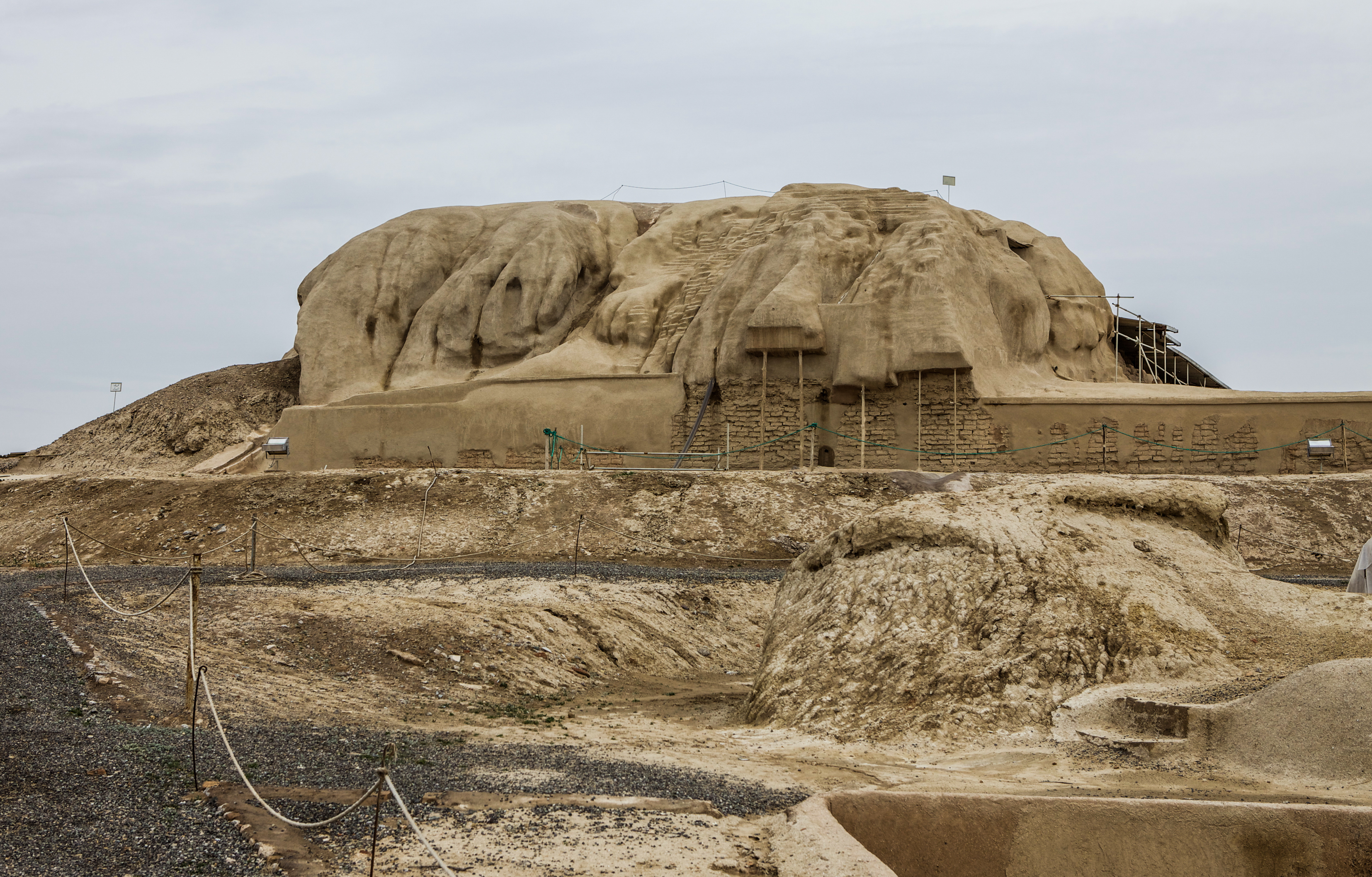
بازمانده‌های قلعه‌ای از دورهٔ ششم تپه سیلک (عصر آهن). ایجاد صفه و ساخت بنا بر روی آن در این دوره از تپه سیلک دیده می‌شود که از مشخصه‌های معماری آریایی بوده و بعدها در معماری مادی و هخامنشی به کار گرفته شده.

حدود ۱۰٫۰۰۰ سال پیش یکجانشینی، و به‌تَبَعِ آن معماری، از شام و میانرودان به آنچه امروزه ایران است گسترش یافت.
جغرافیای ناهموار ایران سبب شد سکونت‌گاه‌های این سرزمین متفاوت از دشت‌های شام و میانرودان شکل بگیرند.

نخستین این سکونت‌گاه‌ها را مردمان عصر حجر در جلگهٔ خوزستان برپا داشتند که
قدیمی‌ترین نمونهٔ کاوش‌شده‌شان در ایران علی‌کُش است که در حدود ۹٫۰۰۰ سال پیش از خانه‌هایی تک‌اتاقی ساخته شده.

باوجوداین، عمدهٔ دانسته‌های ما در مورد معماری سکونت‌گاه‌های ایران پیش از ابداع سفال از دره‌ها و دشت‌های اطراف زاگرس مرکزی می‌آید.
یکی ازین سکونت‌گاه‌ها گنج‌دره است که نوآوری‌های معماری در آن سبب شده بود به نسبت ساخت‌وسازهای معاصر دیوارهایی نازک‌تر داشته باشد.

در شمال غربی ایران ساکنانِ حاجی‌فیروز خانه‌هایشان را به دو بخش، یکی برای نشستن و دیگری برای کار، تقسیم می‌کردند

و در جنوب شرقی، ساکنانِ تل ابلیس فضایی با کاربرد آیینی ساخته بوده‌اند.

به‌سبب خشکی و ناملایمات جغرافیایی فلات مرکزی ایران، تا پیش از ابداع سفال در این منطقه استقرارهای چندانی صورت نگرفت. تنها سکونت‌گاه شناخته‌شدهٔ منطقه از این دوران تپهٔ غربیِ سنگ چخماق است. تپهٔ شرقیِ سنگ چخماق هزار سال پس از تپهٔ غربی و پس از ابداع سفال ساخته شده و گذار از فرهنگ بدون سفال به فرهنگ با سفال را در آن می‌توان دید که مدلل بر دورهٔ تحول مهمی در مسیر تکامل مدنیت است.
سکونت‌گاه معرف جوامع نوسنگی با سفال در فلات مرکزی ایران تپهٔ زاغه است. در تپهٔ زاغه خانه‌ها به تناسب نوع فعالیت اقتصادی (کشاورزی یا دامداری) ساخته شده‌اند و به‌نظر می‌رسد نوعی نظام طبقاتی شکل گرفته بوده.
همچنین در این دوران در تپهٔ شمالی سیلک برای ساخت اتاق‌های راست‌گوشه از خشت قالبی استفاده شده که تحول مهمی در معماری به‌شمار می‌رود.
در حدود ۵٫۴۰۰–۵٫۳۰۰ سال پیش (در عصر برنز) شهرهایی بازرگانی در ایران برآمدند که احتمالاً در شبکهٔ فرهنگی مشترکی با هم پیوند داشته‌اند.

شوشِ پیشاایلامی از مهم‌ترین این شهرها در جنوب غربی ایران بوده که امروزه اثری از آن نمانده.
دور شهرهای ملیان و انشان دیوار حصار دفاعی کشیده بودند و
فرمانروایی ایلامی نیز کاخ و آرامگاهی در هفت‌تپه ساخته بوده‌است.

در این دوران در تپه یحیی در جنوب شرقی ایران ساختمانی بزرگ برای بازرگانان غیربومی ساخته شده بوده و
در همین منطقه شهر سوخته بافتی پیچیده داشته که به حوزه‌های کارکردی مختلف تقسیم شده بوده‌است.

در گودین‌تپه در زاگرس مرکزی معابر شهری کوچکی ساخته شده بوده‌اند که برخی ارابه‌رو بوده و در دو طرف آن‌ها مغازه یا کارگاه‌هایی قرار داشته.

در عصر برنز در تپهٔ جنوبی سیلک در فلات مرکزی ایران محله‌هایی با خانه‌های مسکونی و کوچه‌هایی در اطراف خانه‌ها ایجاد شده که با خانه‌های روستایی امروزی اطراف کاشان سنخیّت دارد.
در همین دوران یک سوم فضاهای شهری تپه حصار به فعالیت‌های تولیدی اختصاص داشته و ظاهراً مردمان آن ثروتی قابل توجه اندوخته بوده‌اند.
در فلات شمالی ایران هم در تورنگ تپه سازهٔ خشتی بزرگی ساخته شده بوده که با زیگورات بزرگ اور-نامو هماوردی می‌کرده.

در عصر برنز، شمال غربی ایران حوزه‌ای فرهنگی تشکیل می‌داده که از بقیهٔ ایران متمایز بوده‌است. در شمال دریاچهٔ ارومیه سکونت‌گاه‌ها به الگوی تثبیت‌شده آناتولی و قفقاز جنوبی نزدیکند. از سکونت‌گاه‌های جنوب دریاچهٔ ارومیه به علت کاوش‌های محدود الگویی در دست نیست.
در اواخر عصر برنز شهرهای ایران به‌تدریج دچار زوال شدند. سه-چهار قرن بعدتر نخستین مردمان آریایی به ایران وارد آمدند و

سبب تغییراتی فرهنگی شدند که مبدأ عصر آهن در ایران است.

در این زمان در حسنلو در شمال غربی ایران ساختمان‌هایی عظیم ساخته شد که نشان از حضور طبقهٔ اربابی قدرتمندی دارد.
تالارهای ستون‌دار در این ساختمان‌ها اولین نمونهٔ شناخته‌شدهٔ این گونهٔ ساختمانی در ایران است.

که بعدها در تالارهای تپهٔ شرقی باباجان در زاگرس مرکزی و در معماری هخامنشی پژواک شد.

اثر برجستهٔ عصر آهن در جنوب غربی ایران چغازنبیل است که در آن دوران مهم‌ترین مرکز مذهبی مردمان ایلامی بوده و از شاخص‌ترین زیگورات‌های جهان باستان به‌شمار می‌رود.

در این دوران در تپهٔ جنوبی سیلک نیز دور دیگری از سکونت آغاز شد که مهم‌ترین اثر معماریش قلعه‌ای است که روی صفه ساخته شده بود. این فن ساخت‌وساز نیز بعدها به یکی از مشخصه‌های معماری مادها و هخامنشیان تبدیل شد.

## عصر حجر

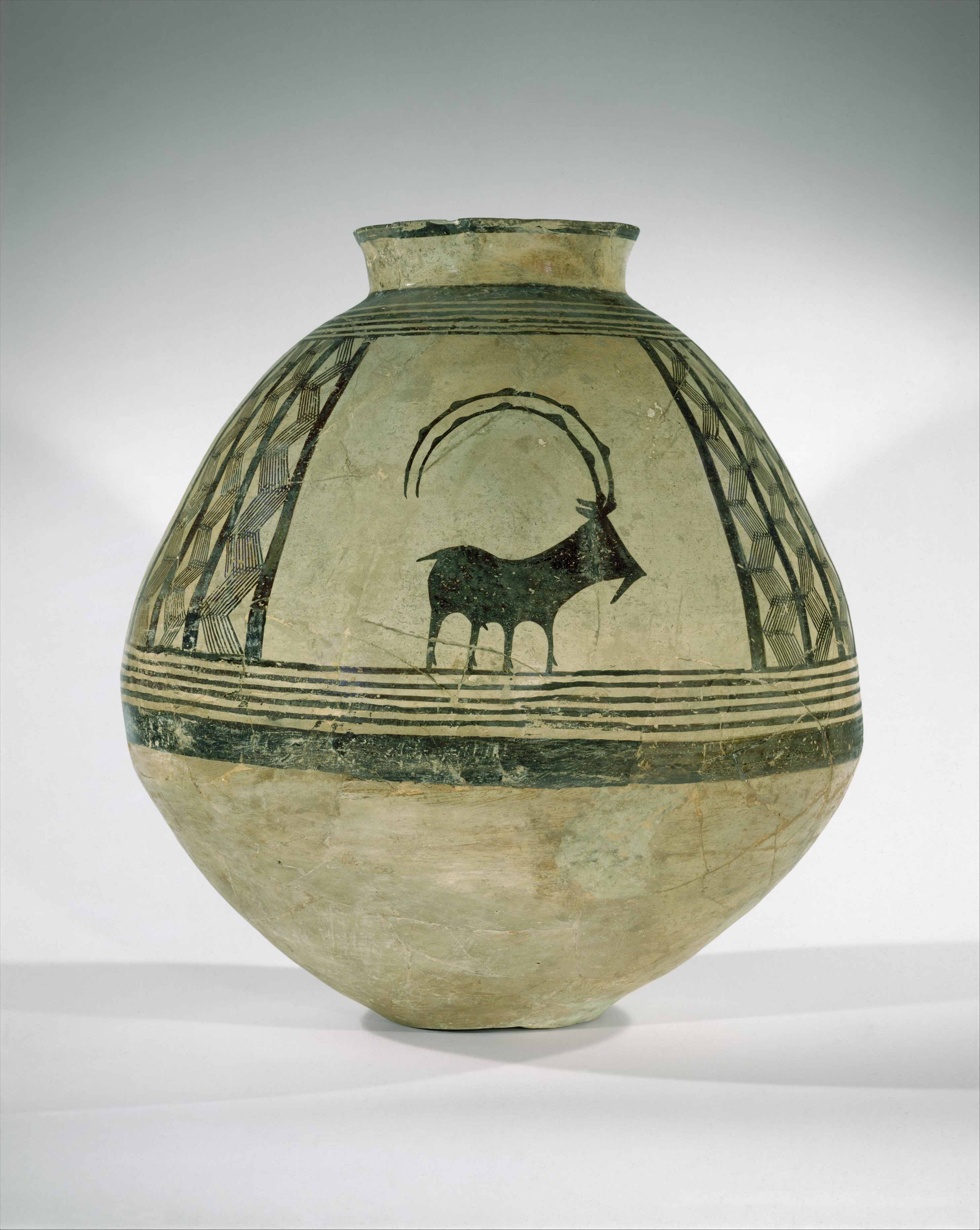
کوزهٔ سفالی منقش به بز کوهی، کاوش شده در تپه سیلک، از اواخر دوران نوسنگی.

مبدأ یکجانشینی، انقلاب نوسنگی است که حدود ۱۱٫۰۰۰ سال پیش در سرزمین شام شروع شد و در جریان آن جوامعی که پیش از آن شکارچی-گردآورنده بودند روی به «اهلی کردن» گیاهان و حیوانات (کشاورزی و دامداری) آوردند
و تغییر محل زیستشان از محیط طبیعی به «محیط مصنوع معمارانه» موجب پدید آمدن روشی بکر از زندگی شد.
حدود ۱٫۰۰۰ سال طول کشید تا این وقایع به ایران گسترش یابد.
شواهد کنونی حاکی از آن است که کشاورزی از سرچشمه‌اش در کرانهٔ شرقی مدیترانه به میانرودان صادر شده و با گذر از عرض ایران به سوی آسیای مرکزی گسترش یافته.
از آنجا که بین جغرافیای فلات ایران و دشت‌های میانرودان و شام تفاوت‌های فاحشی هست، سکونت‌گاه‌های نوسنگی ایران با دیگر سکونت‌گاه‌های نوسنگی خاور نزدیک هماهنگ نیستند.
توپوگرافی ناهموار غرب ایران، کمبود زمین قابل کشت، و همچنین گستردگی استفاده از کشت دیمی باعث شد جمعیّت ایران از میانرودان کوچک‌تر و پراکنده‌تر بماند؛
در نتیجه ساختار جوامع نوسنگیِ میانرودان پیچیده‌تر و بزرگ‌تر از جوامع ایران (که غالباً شکل «واحد خانوادگی» داشتند) بود.
سکونت‌گاه‌های نوسنگی فلات ایران غالباً در مجاورت منابع آب و زمین‌های حاصلخیز ساخته می‌شدند.
هر سکونت‌گاه بین ۵۰ و ۱۰۰ نفر جمعیّت داشت و شامل خانه‌هایی از خشت خام، چادر، یا کپر و همچنین آغل‌هایی برای نگهداری احشام می‌شد.
شکل این خانه‌ها و نحوهٔ به هم پیوستن آن‌ها برای تشکیل سکونت‌گاه‌های کوچک، الگوی روستاهای منطقه تا به‌امروز بوده‌است.
به‌نظر می‌رسد در این جوامع سلسله مراتب و اختلاف طبقاتی آشکاری وجود نداشته، چرا که نشانی از سازه‌های خاص با کارکرد یادمانی نیست.
تدفین مردگان در زیر کفِ خانه‌ها، در زیر فضای باز سکونت‌گاه، و گاه در داخل خانه‌ای رهاشده انجام می‌شد.
باستان‌شناسان سکونت‌گاه‌های دوران نوسنگی را به دو گروه کلی «نوسنگی پیش‌ازسفال» و «نوسنگی با سفال» تقسیم می‌کنند.
ایشان همچنین قائل به وجود دوران گذاری بین دوران نوسنگی و عصر برنز هستند که به «دوران مس‌سنگی» موسوم است.

### جنوب غربی ایران
به گفتهٔ فرانک هول، شروع استقرارهای نوسنگی در فلات ایران را باید در جلگهٔ پست خوزستان و محوطه‌هایی مانند تپهٔ علی‌کُش، چغابنوت، و چغاگلان دانست.
اولین سکونت‌گاه در ایران در حدود ۹٫۰۰۰ سال پیش به‌شکل خانه‌هایی تک‌اتاقه در علی‌کُش (در فاز معروف به بُزمُردهٔ آن) ساخته شده‌اند که دیوارهایی به ضخامت ۲۵ تا ۴۵ سانتی‌متر از خشت‌هایی به ابعاد ۲۵ × ۱۵ × ۱۰ سانتی‌متر داشته‌اند. احتمالاً هر خانه اجاقی داشته که در محوطهٔ خانه تعبیه می‌شده.
چغابنوت هم در دوران نوسنگی پیش‌ازسفال و اوایل دوران نوسنگی باسفال مسکون بوده.
در بازمانده‌های دوران نوسنگی پیش‌ازسفال مجموعه‌ای از اجاق‌ها یا گودال‌های آتش کاوش شده ولی خانه‌ای از این دوران یافت نشده. از سکونت‌گاه باسفال (معروف به فاز ۰) خانه‌های خشتی کوچکی بازمانده‌است. چغابنوت از معدود محوطه‌های نوسنگی‌ای است که پس از انقلاب ۱۳۵۷ ایران کاوش شده.
از دیگر سکونت‌گاه‌های منطقه باید به «تپه تولایی» اشاره کرد که قدمتش به اوایل عصر نوسنگی با سفال می‌رسد و به عنوان چراگاه فصلی مردمانی عشایری به‌کار می‌رفته که در سازه‌هایی چادرمانند می‌زیسته‌اند و در جای دیگری از جلگهٔ نیمه‌خشک خوزستان به‌طور محدود کشاورزی می‌کرده‌اند.
یافته‌ها در تپهٔ تولایی شامل دیوارهای بیرونی و سکوهای داخلی سازه‌ای می‌شود که مشابه انبارهایی است که عشایر امروزی منطقه برای ذخیرهٔ دارایی‌هایشان بالاتر از سطح زمین استفاده می‌کنند.
از سکونت‌گاه‌های دورهٔ مس‌سنگی در منطقه نیز باید از چغاسفید یادکرد.
در دشت داخلی فارس نیز در دوران نوسنگی پیش‌ازسفال سکونت‌گاه‌هایی در تل مشکی و تل جری تشکیل شد که به‌علت عدم وجود معماری قابل‌توجه می‌توان گفت سرپناه فصلی عشایرِ رمه‌گردان (نیمه‌یکجانشین) بوده‌اند.
در تل باکون در مرودشت هم ۶٫۵۰۰ سال پیش سکونت‌گاهی تشکیل شد که تا ۵٫۴۰۰ سال پیش مسکون بوده.
در این سکونت‌گاه تعدادی خانه با دیوارهایی از خشت و کاه باقی مانده. روی بعضی از این دیوارها به‌شکل نوارهای رنگی موازی تزئیناتی انجام شده. سقف‌ها احتمالاً از تیر، حصیر، و گل ساخته می‌شده‌است. بین هر چند منزل فضایی باز هست که بناها به آن مرتبط بوده‌اند. ۱۲ انباری نیز در مجموعه کاوش شده که نشان‌دهندهٔ نقش تجاری آن در منطقه است.
در این سکونت‌گاه شواهدی از وجود فن مدیریت شهری در یک جامعهٔ پیش‌ازتاریخ به چشم می‌خورد.

### زاگرس مرکزی

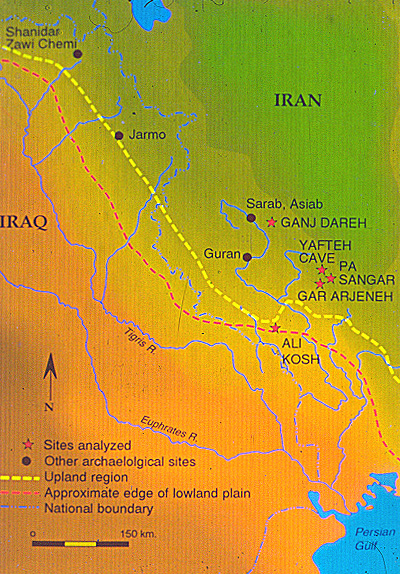
محوطه‌های نوسنگی در بخش زاگرس مرکزی (بالای خط‌چین زرد)

بیشتر دانش ما در مورد معماری دوران نوسنگی پیش‌ازسفال در ایران از دره‌ها و دشت‌های اطراف زاگرس مرکزی می‌آید.
مهمترین محوطهٔ نوسنگی در این منطقه تپهٔ کوچک گنج‌دره در هفت کیلومتری هرسین است.
به‌نظر می‌رسد گنج‌دره کمپ فصلی عشایر رمه‌گردان (نیمه‌یکجانشین) بوده.
محوطه شامل اتاق‌های کوچک خشتی بوده
که کاربردهای اقامتی، ذخیره‌سازی غلات، و آیینی و نمادی در آن‌ها با هم آمیخته بوده‌اند.
از مشخصات تعجب‌آور گنج‌دره، ضخامت اندک دیوارها (۳۰ تا ۴۰ سانتی‌متر) در مقایسه با سکونت‌گاه‌های دیگر دوران نوسنگی است. برای برپایی این دیوارها از شمعهای داخلی و خارجی استفاده شده. به گفتهٔ فیلیپ ای.ال. اسمیت گنج‌دره از قدیمترین موارد استفاده از شمع و نیم‌ستون در خاور نزدیک و احتمالاً نخستین نمونه‌ای است که در آن شمعِ شالوده از خشت و گل ساخته شده نه از سنگ. در کل با وجود فراوانی سنگ در محوطه، از این مصالح استفاده چندانی نشده‌است.
به نظر می‌رسد که راه ورود به بناها از بام بوده باشد.
از اوایل هزارهٔ هفتم پیش‌ازمیلاد سکونت‌گاهی در تپه عبدالحسین تشکیل شد که آن هم کمپ فصلی عشایر رمه‌گردان بوده.
قدیمی‌ترین لایه‌های تپهٔ عبدالحسین شامل مجموعه‌ای است از اجاق‌ها، مربوط به دورهٔ پیش‌ازسفال، و لایه‌های بعدی، از دورهٔ با سفال، دیوارهای خشتی دارد.
به‌نظر می‌رسد بین این دوره‌های سکونت، عبدالحسین برای چندهزار سال رها شده بوده باشد.
سکونت‌گاه کوچکِ تپه گوران در ۶۵ کیلومتری جنوب کرمانشاه هم از دیگر مراکز سکونت در این منطقه است و در آن مجموعه‌ای از روستاها از دوران نوسنگی پیش‌ازسفال تا مراحل اولیه نوسنگی باسفال مسکون بوده.
ساکنان اولیه ممکن است عشایر رمه‌گردانی بوده باشند که در زمستان در کلبه‌هایی از چوب و شاخه‌های نازک درختان می‌زیسته‌اند.
این کلبه‌ها شامل دو یا سه اتاق راست‌گوش بوده‌اند.
حدود ۸٬۲۰۰ سال پیش، این روستا به سکونت‌گاهی دائمی با خانه‌هایی با دیوارهای خشتی و سفال تبدیل شد که روی شالوده‌ای سنگی قرار داشتند.
تپهٔ سراب در شمال کرمانشاه نیز از دیگر سکونت‌گاه‌های نوسنگی پیش‌ازسفال منطقه بوده که به‌سبب نبود خانه و ابزار کشاورزی و کشف مقادیر زیادی استخوان گوسفند و بز، می‌توان گفت کمپ فصلی عشایر رمه‌گردان بوده.
در کاوش‌ها در سراب نشانه‌های از دیوارهای خشتی و سفال نیز پیدا شده و به‌نظر می‌رسد بعدها سکونت‌گاهی دائمی هم در سراب بوده.

### شمال غربی ایران
کشاورزی و دامپروری دیرتر از زاگرس مرکزی به شمال غربی ایران رسید. محوطهٔ کلیدی دوران نوسنگی در این منطقه تپه حاجی فیروز است که با فرهنگ حسونا در میانرودان همزمان بوده.
در کل ۱۸ بنای چهارضلعی، هر یک به مساحت بین ۲۷ تا ۳۸ مترمربع، در حاجی فیروز یافت شده. تیغه‌ای کوتاه این خانه‌ها را به دو بخش تقسیم می‌کرده که یکی برای نشستن و دیگری برای کار و فعالیت به کار می‌رفته. دیوارها از خشت‌های نامنظم به ضخامت ۴۰ سانتی‌متر ساخته شده‌اند و در ضلع شرقی ساختمان‌ها (جهت وزش بادِ غالب)، دیواره‌ای کوتاه و بدون سقف قرار دارد. جهت درهای ورودی نیز برای دوری از باد غربی به سمت شرق بوده‌است.
سقف بناهای حاجی فیروز احتمالاً مسطح بوده.
مانند دیگر محوطه‌های معاصر در ایران، حاجی فیروز روستایی کوچک با خانه‌های تک‌خانواده‌ای بوده و ساکنان آن مردگانشان را در زیر کف همان خانه‌ها دفن می‌کرده‌اند.
به‌نظر می‌رسد پس از رها شدن حاجی‌فیروز، برای هزار سال در منطقه سکونت‌گاه دائمی دیگری تشکیل نشده باشد.

### جنوب شرقی ایران

سرداب در تل ابلیس

مهمترین سکونت‌گاه بازمانده از عصر نوسنگی در جنوب شرقی ایران تل ابلیس در درهٔ مشیز کرمان است که در حدود ۶٫۴۰۰ تا ۶٫۲۰۰ سال پیش (اواخر نوسنگی با سفال و اوایل مس‌سنگی) مسکون بوده. در این سکونت‌گاه مجموعه‌ای از اتاق‌های مستطیل‌شکل در ابعاد و اندازه‌های مختلف، تعدادی راهرو، حیاط، و کوچه یافت شده‌است. دیوارها از خشت خام بودند و حدود ۴۰ سانتی‌متری ضخامت داشته‌اند و روی آن‌ها با ۱ تا ۲ سانتی‌متر گل اندود شده بوده. زیر خشت‌ها با اثر انگشت برای اتصال بهتر با ملات کمی فرورفته است. در دو طرف دیوارها با فواصل تقریباً منظم پشت‌بندهایی قرار گرفته و کف‌ها یک لایه زیرسازی شده و با حصیر پوشانده شده بوده‌اند. در کف اتاق‌های تیرهای چوبی سوخته یافت شده که احتمالاً تیرهای سقف بوده‌اند. سقف‌ها احتمالاً کمی شیب‌دار بوده‌اند. در داخل اتاق‌آسیاب، مخزن آسیاب، آتشدان و اجاق (۱۰ سانتی‌متر پایین‌تر از کف)، و عناصر گلی با عملکرد نامعلوم دیده می‌شود. یک اتاق منفرد، یا سرداب، که به باور باستان‌شناسان کارکرد مذهبی داشته، گوشه‌هایی گرد و سقف گنبدی‌شکل دارد که یک ورودی آن با خشت مسدود شده و اسکلت یک مرد و یک گلدان در کف آن یافت شده.

### فلات مرکزی ایران
به‌سبب خشکی و ناملایمات جغرافیایی فلات مرکزی ایران، در دوران نوسنگی بدون سفال سکونت‌گاه‌های چندانی در این منطقه تشکیل نشد. تنها سکونت‌گاه شناخته‌شده از دوران نوسنگی بدون سفال در شرق زاگرس فازهای اولیهٔ تپه‌های سنگ‌چخماق
در ۸ کیلومتری شمال شهر شاهرود است.
سنگ‌چخماق از دو تپه تشکیل شده که هر کدام دارای ۵ فاز استقراری بوده‌اند.
در تپه غربی تعدادی پشته و همچنین بقایای بناهایی به شکل مستطیل هر کدام شامل سه اتاق پیدا شده که کاربرد مسکونی و احتمالاً مذهبی داشته‌اند.
از یافته‌ها در این محوطه می‌توان به جایگاه آتش به مساحت یک متر مربع، نوعی اجاق روی سکو در بخش میانی خانه (که از اتاق میانی با چند پله قابل دسترسی است)، و سکوی تخت مانند در بعضی اتاق‌ها اشاره کرد. از آنجا که خاکستر اجاق دست‌نخورده و خارج‌نشده‌است، باستان‌شناسان بر این باورند که آتشِ آتشدان مقدس بوده. روی کف لکه‌های قرمز رنگی احتمالاً برای تزئین ایجاد شده بوده‌است. یکی از خانه‌ها (بنای شمارهٔ ۱۰) پی سنگی دارد. دیوارهای خانه‌ها از گل به ضخامت متوسط ۵۰ سانتی‌متر هستند که در بعضی جاها به یک متر هم می‌رسد. در وسط دیوارها هم یک پشت‌بند ساخته شده‌است.
در تپهٔ شرقی که حدود ۱٫۰۰۰ سال پس از تپهٔ غربی مسکون بوده هم بقایای بناهایی با چند اتاق پیدا شده که دیوارهایشان اندوه کاهگل دارد. جنس دیوارها از چینه به ضخامت ۷۰ سانتی‌متر است. در محوطهٔ باز دو کوره به شکل نیم‌دایره (به قطر ۱۷۰ سانتی‌متر و ۱۲۰ سانتی‌متر) و یک کورهٔ تقریباً دایره شکل (به قطر ۵۰ سانتی‌متر) پیدا شده.
در این محوطه گذار از فاز نوسنگی بدون سفال (تپهٔ غربی) به نوسنگی با سفال (تپهٔ شرقی) در حدود هزارهٔ هفتم پیش از میلاد را به خوبی می‌توان دید و معرف دورهٔ تحول مهمی در مسیر تکامل مدنیت است.
تپه زاغه

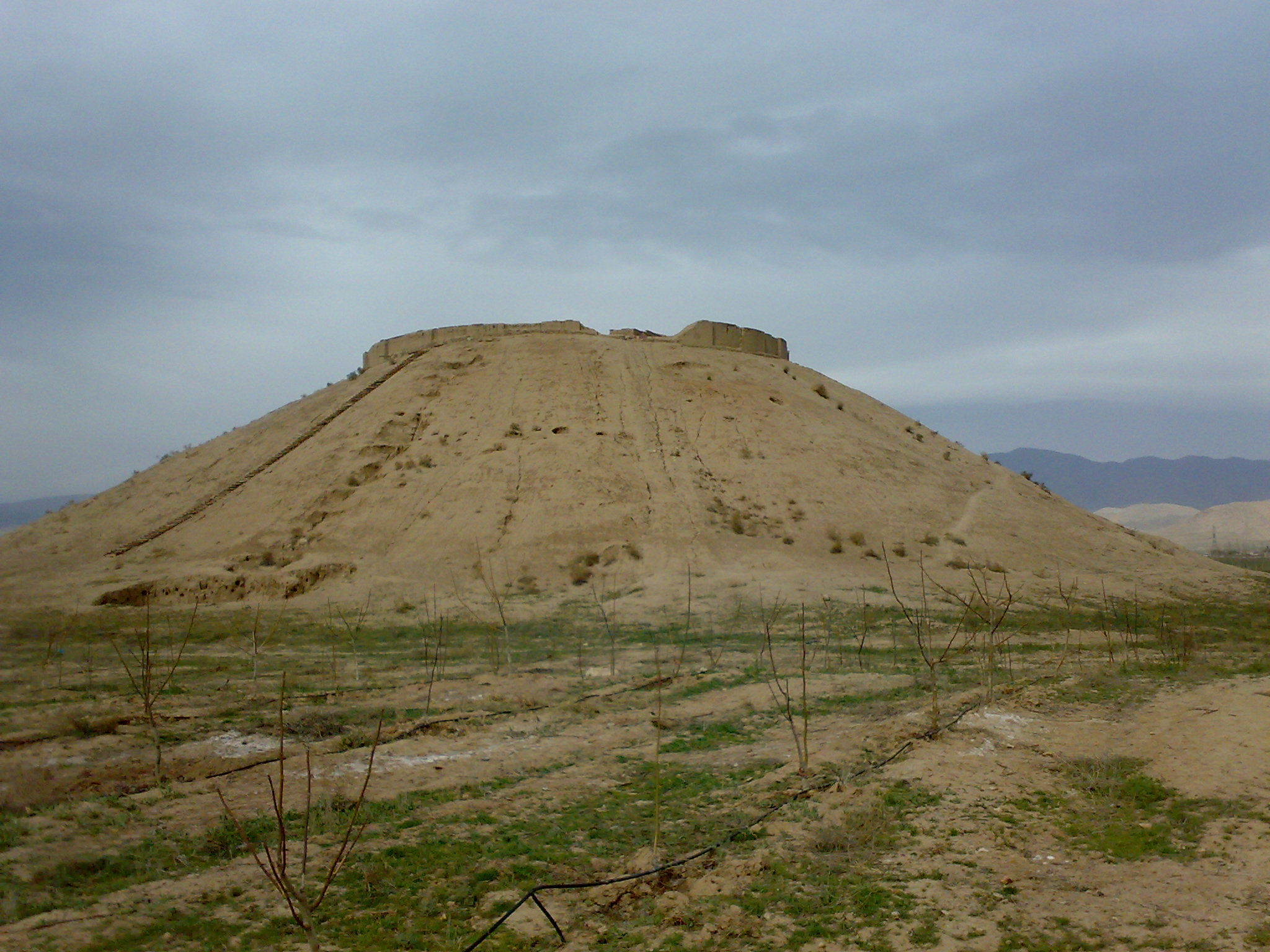
وضع کنونی تپه زاغه

تپه زاغهٔ قزوین شاخص‌ترین سکونت‌گاهی نوسنگی این منطقه و معرف فرهنگ جوامع نوسنگی در فلات مرکزی ایران است.
در این سکونت‌گاه ۲۱ خانه در ۱۲ لایهٔ استقرار کاوش شده.
جهت‌گیری خانه‌ها از شمال شرقی به جنوب غربی است که هماهنگ با بادهای دائمی قزوین است و درِ خانه‌ها هم با توجه به این امر جایگذاری شده.
تنها درِ یکی از خانه‌ها در به سمت وزش باد دائمی (شمال شرقی) باز می‌شود که در این مورد هم چینه‌ای روبروی در ورودی ساخته بوده‌اند.
فضاها کاملاً به‌صورت ارگانیک و ناهندسی شکل گرفته‌اند، زوایا نامنظم و ناراست، و اضلاع ناموازی‌اند.
ساختار معابر بدون طراحی اولیه و به مرور زمان شکل گرفته‌اند.
جنس دیوارک‌ها از چینه و جنس دیوارهایی که روی آنان سقف قرار می‌گرفته از خشت خام است. خشت‌ها را با دست و بدون استفاده از قالب شکل داده‌اند. این خشت‌ها ابعاد معینی ندارند و بین از ۴۰ تا ۸۰ سانتی‌متر طول، ۲۵ تا ۳۵ سانتی‌متر عرض، و معمولاً ۱۲ سانتی‌متر ضخامت متغیر است. در وجوه فوقانی، تحتانی، و پهلوهای خشت‌ها شیارهای کم‌عمقی هست که با فشار ملایم انگشتان ایجاد شده و به نگهداری اندود کمک می‌کرده. در دو سر خشت فرورفتگی‌های عمیق‌تری هست تا ملات به داخل آن‌ها نفوذ کند و آن‌ها را در جای خود محکم سازد.
دیوارها به صورت عمود به هم برمی‌خوردند و فضای بین آن‌ها با گل و اندود پر می‌شد.
در سطوح دیوارهای داخلی به‌هدف تزئین قطعات سفالی منقوشی قرار داده شده‌است. همچنین روی دیوارهای با رنگ‌های آخری، قرمز، سفید، سیاه، و زرد رنگ‌آمیزی و اندود شده‌است.
دیوارهایی مضاعف و دوجداره در تپه زاغه ساخته شده‌اند که حدس زده می‌شود برای دوطبقه بودن بعضی از قسمت‌های خانه بوده‌اند.
سقف فضاها مسطح بوده.
این سقف‌ها را با ابتدا با تیرهای چوبی پوشانده و روی آن‌ها شاخ و برگ درخت می‌ریختند و سپس با کاهگل اندود می‌کردند.
گورستان با فضای زندگی تلفیق شده بود، بگونه‌ای که کودکان را در زیر کف اتاق‌ها و افراد بالغ را در محوطه با کمی فاصله دفن می‌کردند.
در هر خانه شامل یک بخش مسقف و یک بخش رو بوده که بسته به نوع فعالیت (دامداری یا کشاورزی) آغل یا انباری داشته‌اند. آغل‌ها در میانهٔ فضای روباز ساخته می‌شده و انباری کنار نشیمن در فضای مسقف.
پوشش سقف انباری حالت گنبدی داشته‌است.
باستان‌شناسان به استناد نوع تدفین حدس می‌زنند که در تپه زاغه نوعی نظام طبقاتی شکل گرفته بوده‌است.
تپه حصار
در اواخر دوران نوسنگی سکونت‌گاهی در تپه حصار تشکیل شد که امروزه نشانه‌های چندانی از خانه‌های آن باقی نمانده. در کف خانه‌ها مرده‌ها به صورت نامنظم دفن می‌شدند و در کنار آن‌ها اشیاء تزئینی دفن شده که تعداد آن‌ها برای مرده‌های مختلف متفاوت است و تعددشان احتمالاً نشانهٔ قدرت و ثروت ایشان بوده. مردان و زنان با اشیاء یکسان دفن شده‌اند و شاید این امر نشان‌دهندهٔ این است که یک موقعیت اجتماعی داشته‌اند. اجزایی چون اجاق، تاقچه، و گربه‌رو هم در داخل اتاق‌ها بوده.
سیلک
در اواخر عصر نوسنگی، سیَلْک در جنوب غربی کاشان به مهم‌ترین سکونت‌گاه فلات ایران تبدیل شد.
سیلک از دو تپه با فاصلهٔ ۶۰۰ متر تشکیل شده که تپهٔ شمالی در هزارهٔ ۵ و ۶ پیش‌ازمیلاد در دو دورهٔ مختلف و تپهٔ جنوبی در هزارهٔ ۴ پیش‌ازمیلاد تا ۲۸۰۰ سال پیش (عصر برنز) مسکون بوده.
در دورهٔ اول تپهٔ شمالی (۸٫۲۰۰ تا ۷٫۵۰۰ سال پیش)، بناهای گلی بدون پی‌ریزی با دیوارهای چینه‌ای با ضخامت‌های مختلف از گل ساخته‌شده بودند.
مرده‌ها در کف اتاق یافت شده‌اند که به حالت خمیده و عموماً در جهت شرقی-غربی دفن می‌شده‌اند. به نظر می‌رسد ساکنان آغازین سیلک شکارچی-گردآورندگانی بودند که به تدریج به کشاورزی و دامداری و یکجانشینی روی آوردند.
در دورهٔ دوم تپهٔ شمالی (۷٫۵۰۰ تا ۶٫۰۰۰ سال پیش)، خانه‌های گلی با اتاق‌های راست گوشه ساخته شده‌اند که چینه‌های آن‌ها خوب ورز داده شده و به شکل مکعب‌مستطیل در آفتاب خشک شده. روی دیوارهای با رنگ قرمز تزئین شده.
استفاده از کوره‌هایی برای پخت سفال و استفاده از خشت قالبی در معماری تحول مهمی به حساب می‌آید.
در تپهٔ جنوبی سیلک دو دورهٔ سکونت مربوط به دوران مس سنگی هست.
در اوایل هزارهٔ چهارم پیش‌ازمیلاد به دلیل زلزله یا جنگ ساکنان تپهٔ شمالی به تپهٔ جنوبی کوچ کردند
و در دورهٔ اول سکونت در تپهٔ جنوبی (۶٫۰۰۰ تا ۵٫۲۰۰ سال پیش) مجموعه اتاق‌های در ابعاد و اندازه‌های متنوع با نظم هندسی و گوشه‌های راست ساختند. این اتاق‌ها از طریق فضای کوچکی شبیه هشتی به هم متصل می‌شده‌اند. در دیوارهای طویل این اتاق‌ها پنجره‌هایی برای نورگیری تعبیه شده بود. در دیوارهای بیرونی برآمدگی‌ها و فرورفتگی‌هایی برای تزئین وجود داشته و دیوارهای داخلی به رنگ سفید یا قرمز اندود شده‌اند. در ازارهٔ دیوارها نیز قطعات سفالی گذاشته شده‌است که احتمالاً برای جلوگیری از نفوذ رطوبت بوده‌است.
در این دوره نیز مرده‌ها در زیر خانه‌ها دفن می‌شده‌اند.
تپه قبرستان
مهمترین سکونت‌گاه عصر مس‌سنگی در فلات مرکزی ایران تپه قبرستان در ۶۰ کیلومتری جنوب قزوین است که در دوران اوجش محوطه‌ای به مساحت ۱۰ هکتار را در بر می‌گرفته. شروع سکونت در تپهٔ قبرستان همزمان است با پایان سکونت در تپه زاغه. شکل ساخت‌وسازها مشابه تپه زاغه است ولی بناها هندسی‌ترند و شکل معابر مستقیم‌تر. محل اتصال دیوارها نیز نسبت به تپه زاغه منظم‌تر ساخته شده و ابعاد خشت‌ها منظم‌تر است و به وضعیتی که در زاغه هست نیست.

## عصر برنز
در ادبیات باستان‌شناختی ایران، عبارت عصر برنز به دوره‌ای اطلاق می‌شود که با برآمدن شهرهای بازرگانی در حدود ۵٫۴۰۰–۵٫۳۰۰ سال پیش آغاز شد و تا ابتدای عصر آهن در ۳٫۴۰۰–۳٫۳۰۰ سال پیش ادامه یافت و دوران گذار از فرهنگ‌های عصر حجر (یا به عبارت دقیق‌تر دوران مس‌سنگی) به تمدن‌های عصر آهن بود.
در این دوران جمعیت فلات ایران به‌شدت افزایش یافت.
شواهدی هست مبنی بر اینکه در اواخر هزارهٔ چهارم پیش‌ازمیلاد، سکونت‌گاه‌ها در سراسر ایران در شبکهٔ فرهنگی مشترکی با هم پیوند داشته‌اند. این شبکهٔ فرهنگی مشترک به «افقِ پیش‌ایلامی» معروف است.

### جنوب‌غربی ایران

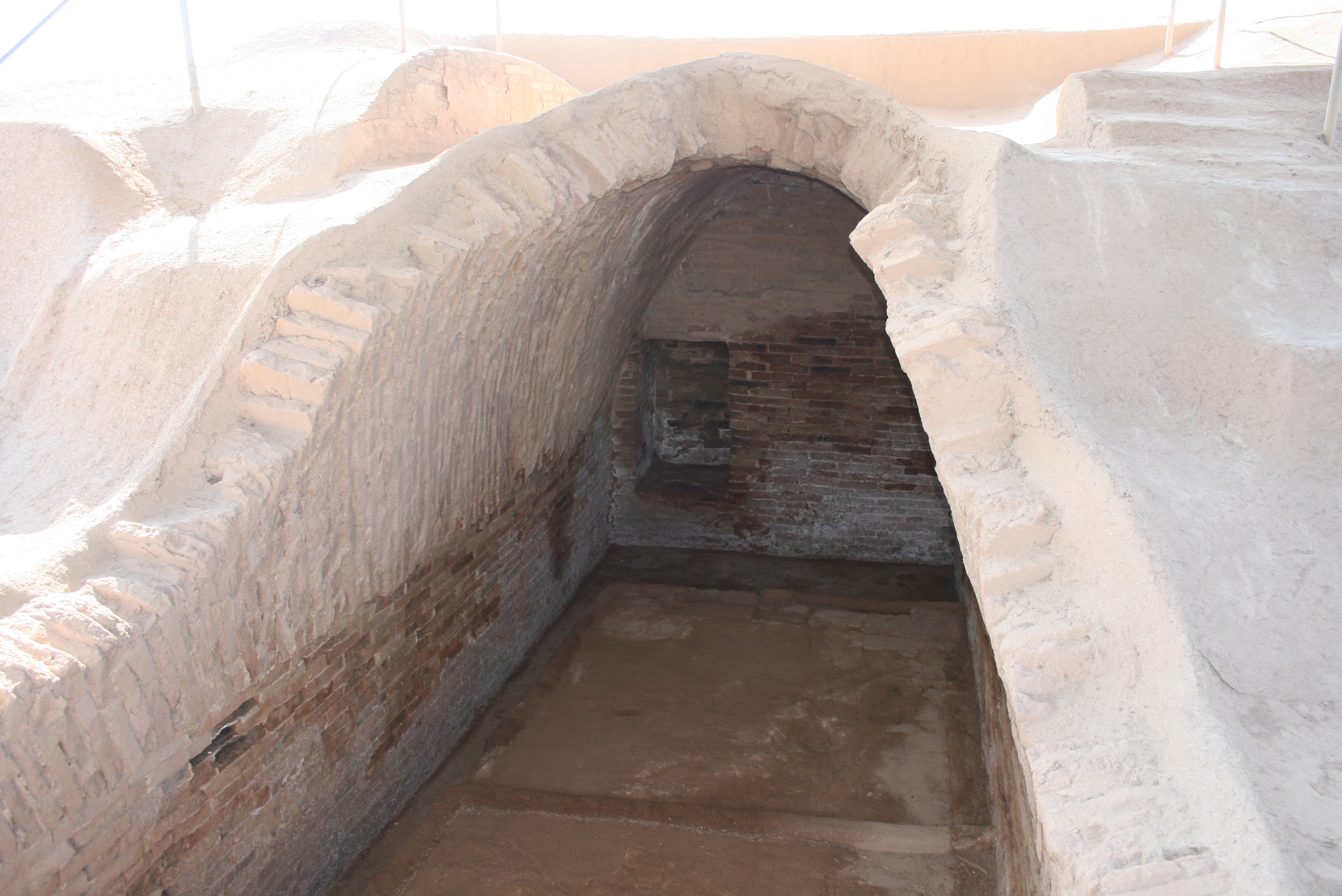
مدفن تپتی آهار در هفت‌تپه

مهمترین محوطهٔ عصر برنز در منطقهٔ جنوب غربی ایران، دوران یک شهر باستانی شوش (یا شوشِ پیش‌ایلامی) بوده که
تخمین زده می‌شود محوطه‌ای حدود ۹۵ هکتار وسعت داشته، ولی کاوش‌ها اطلاعات چندانی دربارهٔ ساختار معماری آن به دست نمی‌دهد. در دیگر جاهای دشت شوش تنها روستاهایی کوچک و پراکنده‌ای وجود داشته.
در غرب دشت شوش و در حوضهٔ رود کُر
شهر ملیان ۵۰ هکتار وسعت داشته که این مساحت در اواخر دوران پیش‌ایلامی (معروف به دوران بانش) به ۱۵۰ هکتار می‌رسد و دور شهر آن را حصاری می‌سازند.
دیوار حصار پنج کیلومتر طول و احتمالاً ۲٫۵ متر ارتفاع داشته. کاوشگران حدس می‌زند برای ساخت این دیوار در یک دورهٔ ۱۴۰ روزه (فصل مناسب برای تهیهٔ خشت خام) حدود ۱٫۰۰۰ نفر لازم بوده، لذا با توجه به جمعیت حدوداً ۴۰۰۰ نفری ملیان در این دوره ساکنان غیر از ملیان هم در ساخت آن نقش داشته‌اند. قطع خشت دیوار ۴۴ در ۲۲ در ۸ سانتی‌متر است و با گل اندود شده.
در همین منطقه شهر انشان نیز بین ۴٫۲۰۰ و ۳٫۶۰۰ سال پیش حصار و ساختار اجتماعی و دولتی داشته، ولی ازین دوران انشان اطلاعات دیگری در دست نیست.
از ۳٫۶۰۰ تا ۳٫۳۰۰ سال پیش در جنوب غربی ایران نیز اطلاعات چندانی وجود ندارد. جمعیت در این دوران کاهش یافته و سکونت‌گاه‌های باقی‌مانده در قالب گروه فرهنگی مشخص (که ویلیام سامنر آن را «فرهنگ قلعه» یا «فرهنگ چغا تیموران» می‌نامد) مسکون ماندند.

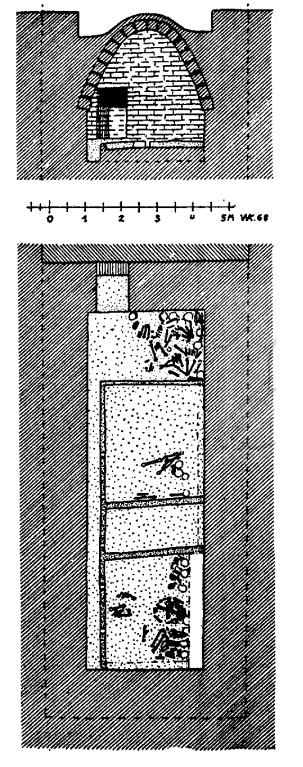
نقشه و مقطع آرامگاه تپتی آهار در هفت‌تپه

در اواخر عصر برنز، فرمانروایی ایلامی به نام تپتی آهار کاخ و آرامگاهی در هفت‌تپه، در حدود ۱۰ کیلومتری شهر شوش می‌سازد. این بناها از سالن‌های مستطیل شکل تشکیل شده‌اند و دیوارهایی به ضخامت ۴ تا ۷ متر دارند. آرامگاه مشتمل است بر دو تالار، که یکی مدفن تپتی آهار بوده و دیگری معبد. سقف آرامگاه هلالی از آجر است که به شیوهٔ طاق ضربی ساخته شده. روی کف با لایه‌ای گچ به ضخامت یک تا دو سانتی‌متر پوشیده شده. راهرویی هم به عرض ۱٫۵ متر و طول ۵ متر معبر آرامگاه را به قسمت‌های خارج از محوطه متصل می‌کرده. حیاط مرکزی بنا حدود ۲۳٫۵ متر طول و ۱۵ متر عرض دارد و در مقابل هر سالن ایوانی طویل قرار دارد. به نظر می‌رسد این بنا در اثر آتش ویران شده باشد.

### جنوب شرقی ایران
در عصر برنز سکونت‌گاه‌هایی قابل‌توجه در جنوب شرقی ایران تشکیل می‌شوند که از مهمترین‌هایشان می‌توان به تپه یحیی، شهداد، کُنار صندل، و شهر سوخته اشاره کرد.
برخی از لایه‌های به دست آمده از کاوش در تپه یحیی، واقع در دشت صوغان در ۲۲۵ کیلومتری جنوب کرمان، از اواخر هزارهٔ چهارم پیش‌ازمیلاد مسکون بوده‌اند.
تپه یحیی در دوران پیش‌ایلامی (موسوم به «تپهٔ یحیی دوران ۴»)
روستایی بزرگ یا شهری کوچک در منطقه‌ای با جمعیت کم بوده. از کاوش‌ها بقایایی ساختمانی بزرگ حاصل شده که پنج اتاق داشته که در آن‌ها آثار مرتبط با امور بازرگانی از جمله لوح‌های گلی پیدا شده.
دیوارهای این سازه از خشت‌های قالبی به ابعاد مختلف ساخته شده‌اند و داخل دیوارها برای جابجایی آب تنبوشه قرار گرفته.
باستان‌شناسان این سازه را نوعی «مقصدِ محصور» برای بازرگانان خارجی دانسته‌اند، چرا که بناهای مسکونی معاصر در این پشته وجود دارد که نشانگر وجود فرهنگی خاص بومی و متمایز از آثار فرهنگ‌های دیگر است.
در شمال تپه یحیی و در لبهٔ غربی دشت لوت، شهداد قرار دارد که در نیمهٔ پایانی هزارهٔ سوم پیش‌ازمیلاد مرکز فعال ساخت آثار مسی و سنگ‌های گرانبها بوده.
گورستانی بزرگ نیز در شهداد بوده که در آن به همراه مردگان ابزار فلزی، کوزه، و تزئینات دفن شده.

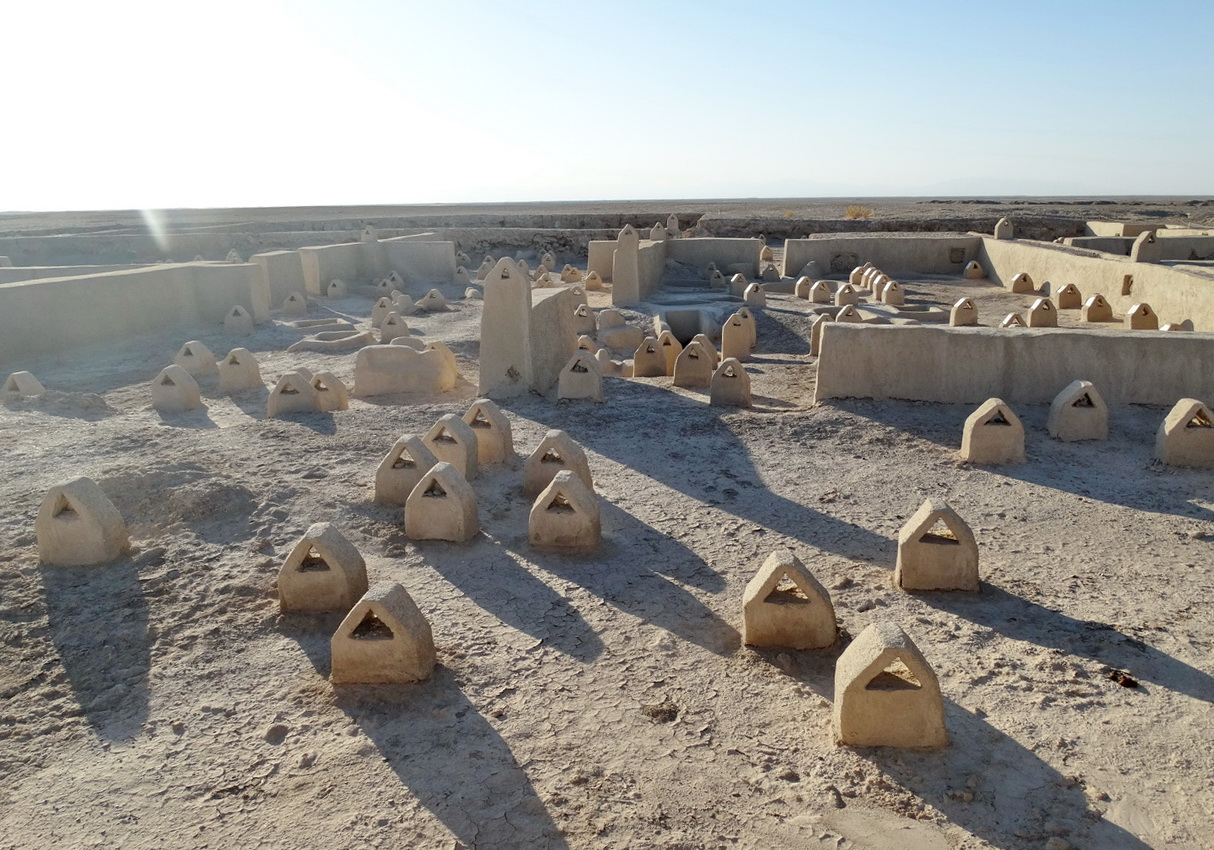
منطقهٔ جنوب غربی (گورستان) شهر سوخته

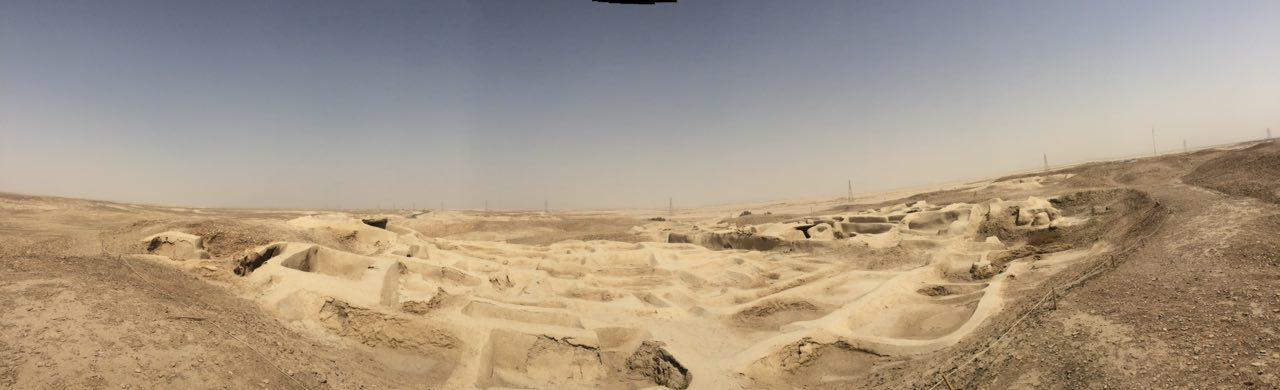
منطقهٔ شرقی (بخش مسکونی) شهر سوخته

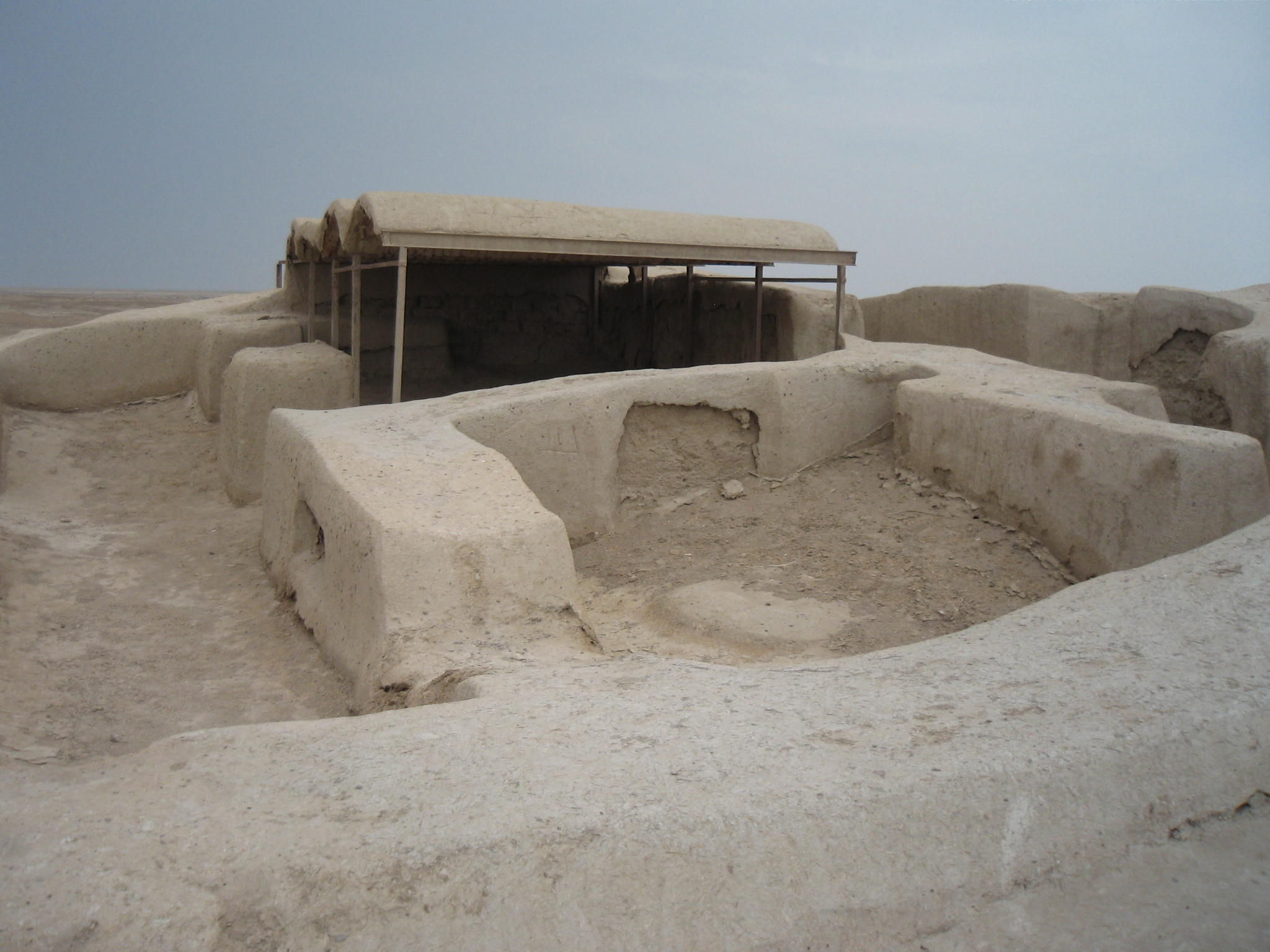
منطقه شمال غربی (بخش فعالیت‌های تولیدی) شهر سوخته

بااین‌همه شناخته‌شده‌ترین محوطهٔ عصر برنز در جنوب شرقی ایران، شهر سوخته‌است.
دوران ۱ شهر سوخته در حدود ۵٫۲۰۰ سال پیش بنیان گذاشته شد.
تا اواسط هزارهٔ سوم پیش‌ازمیلاد (دوران ۳ و ۲) شهر سوخته به مرکز شهری بزرگی تبدیل شده بود که ۸۰ هکتار مساحت داشت و در اطراف آن روستاهایی، هر یک به مساحت ۰٫۵ تا دو هکتار تشکیل شده بودند.
ارتفاع دیوار پیرامون شهر هم به ۳٫۳ متر می‌رسیده.
در زمان اوجش شهر سوخته به حوزه‌های کاربردی مختلف تقسیم شده بوده که شامل بخش ساختمان‌های عمومی و مدیریتی، بخش مسکونی، و گورستانی به مساحت ۲۱ هکتار می‌شده. فعالیت‌های تولیدی در سطح شهر پراکنده بودند ولی بعدهای در جایی که ممکن است بخش صنعتی بوده باشد تمرکز یافتند.
بافت شهری شهر سوخته شامل سه خیابان اصلی به عرض ۳٫۵ متر بوده که خانه‌ها به صورت نامنظم در دو سوی آن واقع شده بوده‌اند. این محوطه شامل چهار منطقه بوده که عبارت بودند از:
1. منطقه مرکزی با گودال‌های عمیق
2. منطقه شرقی (بلندترین قسمت با ۱۸ متر ارتفاع) که ناحیهٔ مسکونی بوده
3. منطقه شمال غربی (شامل کارگاه ابزار سنگی و سنگ لاجورد)
4. منطقهٔ جنوب غربی (گورستان)

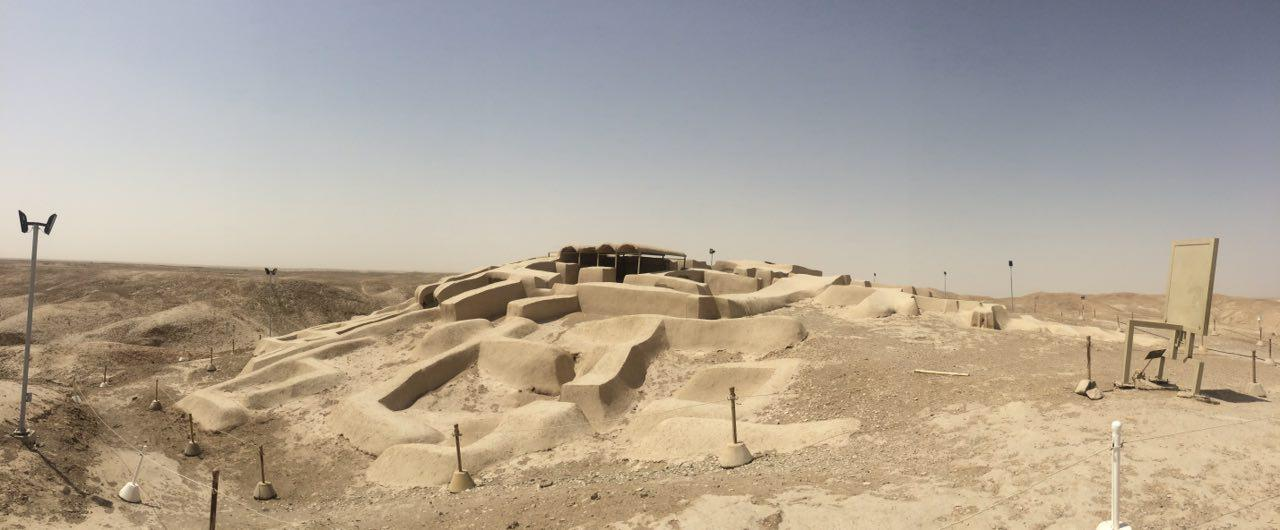
کاخ سوخته در شهر سوخته دوران ۴

خانه‌ها در دوران ۲ شهر سوخته شامل «خانه‌پلکان» هستند که نشاندهندهٔ ارزش ارتباط سریع و آسان با بام خانه و رعایت مسائل حفاظتی و امنیتی است.
در حدود ۴٫۰۰۰ سال پیش کاخ یا خانهٔ مسکونی مجللی در شهر سوخته ساخته شده که به «شهر سوخته دوران چهار» یا «کاخ سوخته» موسوم است. این بنا شالوده‌ای به عمق ۶۰ تا ۸۰ سانتی‌متر و دیواری از خشت خام به ارتفاع ۳ متر داشته. این کاخ در حریقی ویران شده.

### زاگرس مرکزی
شناخته‌شده‌ترین محوطهٔ عصر برنز در بخش مرکزی زاگرس گودین‌تپه در شش کیلومتری شهر کنگاور و کرانهٔ شاخهٔ شمال غربی رودخانهٔ گاماسب است.
این سکونت‌گاه مجموعه‌ای بوده از ابنیه در محوطه‌ای باز که دور آن را حصاری با پلان بیضوی‌شکل کشیده بودند.
از «گودین تپهٔ دوران ۵»، که از ۵٫۵۰۰ سال پیش تا ۴٫۹۰۰ سال پیش مسکون بوده، مجموعه‌ای از اتاق‌ها، حیاط‌ها، و انبارهای مربع یا مستطیلی منظم بازمانده که با خشت خام در ابعاد مختلف ساخته و با آهک سفید اندود شده بوده‌اند. در عریض‌ترین قسمتش، حصار گرد محوطه ۱٫۵ متر پهنا داشته.
گویا گودین در این دوره با شوش و جلگه خوزستان در ارتباط بوده.
به‌نظر می‌رسد محوطهٔ بیضوی‌شکل را با عجله رها کرده بوده باشند.
پس از وقفه‌ای مختصر، از حدود ۴٫۷۰۰ سال پیش مردمی با فرهنگ مادی کاملاً متفاوت در محوطه گودین‌تپه ساکن می‌شوند.
از «گودین تپهٔ دوران ۴» که بین سال‌های ۴٫۷۰۰ تا ۳٫۸۰۰ سال پیش مسکون بوده بقایای دیوارهایی چینه‌ای و اجاقی احتمالاً جهت پخت نان به دست آمده، ولی اتاق‌های مجزا در پلان قابل تشخیص نیست.
از ۳٫۸۰۰ سال پیش دورهٔ جدیدی از سکونت در گودین تپه آغاز شد که تا ۳٫۲۰۰ سال پیش ادامه یافت و به «گودین تپهٔ دوران ۳» موسوم است. ازین دوران مجموعه اتاق‌هایی با ابعاد میانگین ۱۰ در ۱۰ متر و ۱۰ در ۵ متر و انبارهایی به ابعاد ۲٫۵ در ۲ متر بازمانده‌است. بین خانهٔ مسکونی معبرهایی کوچکی با عرض متفاوت بوده که ورودی خانه‌ها به آن‌ها بازمی‌شده. بعضی معبرها ارابه‌رو بوده‌اند و فضاهایی، که به باور باستان‌شناسان مغازه یا کارگاه بوده‌اند، به این معابر اشراف داشته‌اند.
به باور کاوشگران برخی از این بناها سایبان پارچه‌ای هم داشته‌اند.
برخی فضاها دارای عملکردی پیچیده‌تر از خانهٔ مسکونی هستند و احتمالاً کارگاه تولیدی بوده‌اند.
در پیرامون اتاق‌های بزرگ سکوهایی خشتی با اندود گلی برای نشستن ایجاد شده بوده و در مرکز آن‌ها اجاقی قرار داشته. به باور باستان‌شناسان اتاق‌های بزرگ احتمالاً نشیمن اصلی و اتاق‌های کوچکتر فضای خواب بوده. حصیر در سقف برای پوشش و در کف برای زیرانداز به‌کار رفته. در کف درگاه‌ها و پی دیوارها هم از سنگ استفاده شده.
مجموعهٔ بخاری مرکزی و نیمکت‌های اطراف آن در یکی از اتاق‌ها احتمالاً دارای عملکرد کرسی امروزی بوده‌است.
در تپه‌ای کوچک بیرون شهر تعدادی از قبور به‌پهلو خوابانده‌شده قرار دارد. اغلب قبور ساده‌اند به جز یک قبر که دیوارهای آن با لاشه سنگ و سقفش با تخته‌سنگ پوشیده شده. در کنار این قبر، قبر یک اسب هم وجود دارد.

### فلات مرکزی و شمالی ایران
از ۵٫۲۰۰ سال پیش دوره‌ای دیگر از سکونت در تپهٔ جنوبی سیلک آغاز شد که تا ۴٫۸۰۰ سال پیش ادامه یافت. گل‌نوشته‌ها و مهرهای استوانه‌ای
ازین دوران حاکی از حضور و نفوذ تمدن شوش است.
درین دورهٔ سیلک محله‌هایی با خانه‌های مسکونی و کوچه‌هایی در اطراف خانه‌ها ایجاد شده. خانه‌ها پی سنگی و دیوارهایی خشتی داشته‌اند که در بالا انحنایی پیش‌آمده داشته و روی سقف‌ها با گنبد خشتی پوشانده شده‌است.
قبور در زیر کف اتاق‌ها به حالت چمباتمه یافت شده و مردگان به همراه آینه مسی، ظروف مرمری، آویز نقره‌ای، گوشواره طلا، نقره، یا لاجوردی و کمربند با حلقه دفن شده‌اند. در برخی قسمت‌ها کودکان در گورهای خمره‌ای دفن شده‌اند.
سبک خانه‌های این دوران از سیلک شباهت بسیاری به خانه‌های روستایی امروزی اطراف کاشان دارد.
مدتی کوتاهی پس از آغاز هزارهٔ سوم پیش‌ازمیلاد، سیلک رها شده و تا اواخر هزارهٔ دوم پیش‌ازمیلاد (در عصر آهن) مسکون نشد.
در حدود ۵٫۰۰۰ سال پیش هم در تپهٔ حصار در ۳ کیلومتری دامغان شهری تشکیل شد که به «تپهٔ حصار دوران ۳» موسوم است. این مشتمل بر بناهای کوچک خشتی بود که با معابر خاکی و فضاهای باز از هم جدا می‌شدند. تقریباً یک سوم فضای شهر به فعالیت‌های تولیدی به‌ویژه ذوب مس و ساخت اشیاء مسی اختصاص داشت.
از بخش‌های نامسکون پشته برای تدفین مردگان استفاده می‌شد.
تعدد مدفن‌ها در حصار از میانهٔ هزارهٔ سوم پیش‌ازمیلاد شاهدی بر ثروت قابل توجه در این جامعه بوده. گرچه شهر در این زمان کمی کوچکتر شده، ولی سازه‌ای خاص و خوش‌ساخت داشته که پر از فلزات و اشیاء گرانبها بوده‌است.
این بنای بزرگ شامل هشت اتاق بوده و در آتش سوخته و منهدم شده. دور بنا را یک حصار دفاعی کشیده شده بودند که تنها یک ورودی دارد و احتمالاً یک برج دیده‌بانی از آن ورودی محافظت می‌کرده. این بنا یا معبد بوده یا به خانوادهٔ بزرگی تعلق داشته. بنا از اتاق‌های مستطیلی تشکیل شده بوده که از داخل با گچ یا آهک اندود شده بوده‌اند.
این بنا در حدود ۴٫۰۰۰ سال پیش در آتش سوخته که به‌وضوح نتیجه‌ای حمله‌ای خشونت‌بار بوده.
در فلات شمالی ایران هم تورنگ تپه در عصر برنز مسکون بوده و حدود ۴٫۰۰۰ سال پیش در آن سازهٔ بزرگ خشتی و پله‌پله‌ای ساخته بوده‌اند. این بنا ۸۰ متر طول و ۱۳٫۵ متر ارتفاع (در دو طبقه) داشته. به‌این‌ترتیب مقیاس این سازه با سازهٔ معاصر زیگورات بزرگ اور-نامو در شهر اور مشابه بوده.

### شمال غربی ایران
در طول عصر برنز، شمال غربی ایران (آذربایجان) یک حوزهٔ فرهنگی مجزا را تشکیل می‌داده.
دو گونهٔ فرهنگی در این منطقه وجود داشته که با دریاچه ارومیه از هم جدا می‌شدند و به فرهنگ شمالی و فرهنگ جنوبی موسومند.
محوطهٔ کلیدی فرهنگ شمالی هفتوان‌تپه است.
در اواخر هزارهٔ چهارم پیش‌ازمیلاد مردمانی در هفتوان مسکون شدند که خانه‌های گرد و سفالی جلاخورده و تیزه می‌ساخته‌اند و به‌نظر اصلیتشان از شمال (قفقاز جنوبی) بوده. این سکونت‌گاه به «هفتوان‌تپه دوران ۸» موسوم است.
بعدها در دوران‌های ۷ و ۶ هفتوان تپه اتاق‌های مربع و مستطیل به همراه معبر و دیوار پیرامون شهر ساخته شدند.
خانه‌ها بر روی مجموعه‌ای از تراس‌ها ساخته می‌شد و شواهدی مبنی بر تفاوت کارکردی بین فضاها هست.
این خانه‌ها به الگوی تثبیت‌شده در آناتولی و قفقاز جنوبی در اوایل عصر برنز نزدیک است.
ارتفاع دیوار پیرامون شهر با ۳٫۳ متر می‌رسیده.
هفتوان‌تپه به دلیل تداوم استقرار تکامل و تحول معماری را در غرب ایران نشان می‌دهد.
از فرهنگ جنوبی این منطقه (مستقر در جنوب دریاچهٔ ارومیه) تنها دو درهٔ اوشنو (استقرار معروف به دورهٔ دینخواه) و سولدوز کاوش شده‌اند.
از دیوارهای خشتی ضخیم دورهٔ دینخواه به‌نظر می‌رسد سکونت‌گاهی شهری در منطقه وجود داشته، ولی معماری و الگوی سکونت این دوران به دلیل کاوش‌های محدود در دست نیست.

### پایان عصر برنز
پیشتر باور بر این بود که تمدن‌های عصر برنز در اثر حملات خشونت‌بار و مهاجرت‌های گسترده زوال یافتند، ولی بنابر پژوهش‌های موجود، زوال مراکز تمدن عصر برنز روندی تدریجی داشته که چند قرن طول کشیده. سکونت در برخی مناطق، مانند اطراف تپه سیلک، متوقف شد و برخی (مثل دشت اطراف تپه حصار) رها شدند. در جاهای دیگر (مثل گرگان) جمعیت به شدت کاهش یافت.
در حوضهٔ هیرمند، شرایط آب نقش مهمی در رهایی شهر سوخته و حریمش داشت. به نظر می‌رسد شهر به تدریج رها شده بوده باشد.
در دوران چهار این شهر، تنها یک ساختمان در محوطه برپا بود. بااین‌حال در همان زمان حدود چهل روستای کوچک در اطراف شهر سوخته مسکون بوده که حاکی از آن است که تغییر بیشتر در ساختار اجتماعی و سیاسی بوده تا در جمعیت.
بازسازی زبان‌شناختی در شرق ایران نشان می‌دهد که منطقه در هزارهٔ دوم و سوم پیش‌ازمیلاد مردمانی پیشاهندوآریایی بودند و گروه‌های ایرانی‌زبان بین حدود ۳٫۴۰۰ سال پیش تا اوایل هزارهٔ اول پیش‌ازمیلاد، یعنی حدود سه-چهار قرن پس از شروع زوال شهرهای عصر برنز وارد ایران شدند.
نتایج پژوهش‌ها در مورد گذار از عصر برنز به عصر آهن در غرب ایران هنوز چندان قطعی نیست.

## عصر آهن
عبارت «عصر آهن» در ایران برای اشاره به تغییرات فرهنگی‌ای به‌کار می‌رود که اینجا چند قرن زودتر از جاهای دیگر در خاور نزدیک روی دارد و ربطی به ابداع فناوری یک فلز جدید ندارد. در این دوران مردمان آریایی وارد فلات ایران می‌شوند و تا زمان به‌قدرت رسیدن مادها تحت تسلط آشوری‌ها می‌مانند. شمال‌غربی ایران نیز در نیمهٔ اول هزارهٔ اول پیش‌ازمیلاد (دورهٔ موسوم به عصر آهن سوم) در تسلط اورارتوها بوده.

### شمال غربی ایران

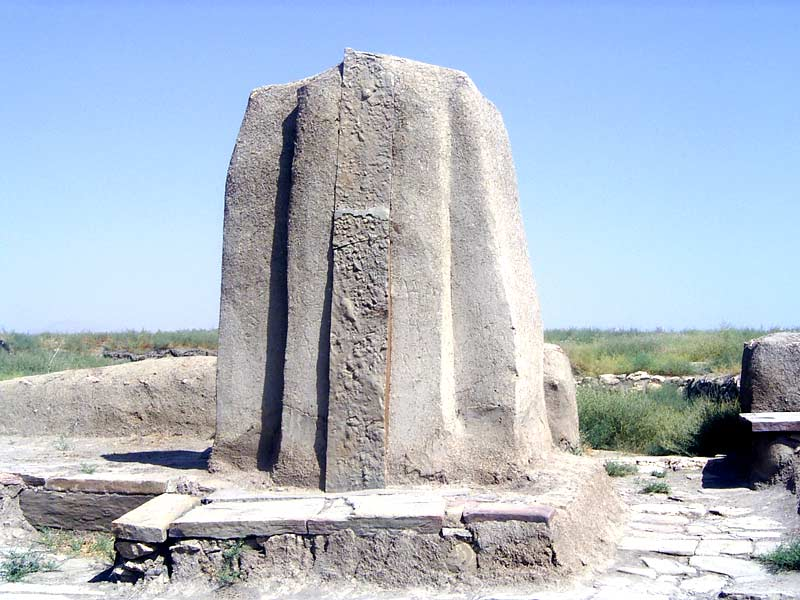
حسنلو

باستان‌شناسان عصر آهن ایران را با تشکیل «حسنلوی دورهٔ ۵» در هفت کیلومتری نقده آغاز می‌کنند.
در حدود ۳٫۴۵۰ سال پیش مردمانی در حسنلو ساکن می‌شوند و به همراه خود معماری تازه‌ای در این مکان برپا می‌کنند که با معماری بومی فلات ایران متفاوت است. پژوهشگران این معماری جدید را به آریایی‌های مهاجر نسبت می‌دهند که از مشخصات آن صفه، تالار ستون‌دار، ایوان، و حیاط است.
از حسنلوی دوران ۵ بقایای دیوارهای خشت خام، دالان‌های کشیده که احتمالاً معبد بوده‌اند، و جاده‌های مخصوص ارابه‌های جنگی یافت شده‌است. برای نگهداری سقف اتاق‌های مرکزی از ستون‌های چوبی استفاده شده.

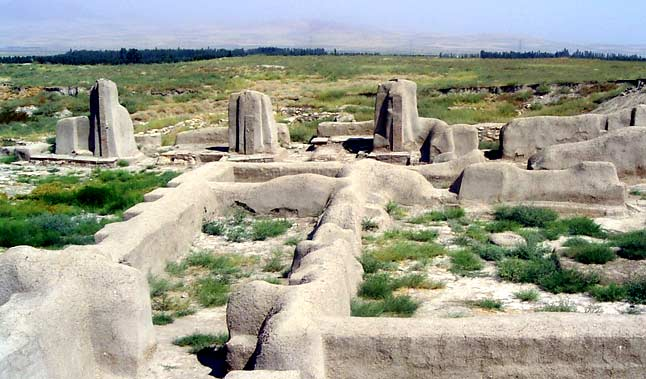
تپه حسنلو

حسنلوی دورهٔ ۴ مهم‌ترین محوطهٔ عصر آهن در غرب ایران است.
معماری آن مستقیماً روی حسنلوی دورهٔ ۵ ساخته شده و شامل چند بنا با ابعاد و تزئینات قابل توجه است. این بناها مجموعه‌ای به مساحت ۱٫۰۰۰ متر مربع را تشکیل می‌دهند که در گذر زمان با افزوده‌های معماری، حیاط‌ها، یک دروازه، و اتاق‌های انباری تکمیل شده‌است.
ساختمان‌ها همه تالاری مرکزی با دو ردیف ستون، نیمکت‌های در راستای دیوارها، و اجاقی در وسط تالار دارند.
ساختمان شماره ۲ (که بزرگترین این ساختمان‌هاست و در آن حدود ۱٫۵۰۰ دست‌ساخته پیدا شده) یا کاخ بوده یا به احتمال بیشتر معبد.
همهٔ تالارهای ستون‌دار به شکل دقیق و پرزحمت ساخته شده‌اند و نشان از حضور طبقهٔ اربابی قدرتمندی می‌دهند.
از این دوران حسنلو هنوز خانه‌هایی از شهروندان معمولی کاوش نشده. دیوار تدافعی و استحکامات نظامی دیگری هم در این شهر یافت نشده‌است.

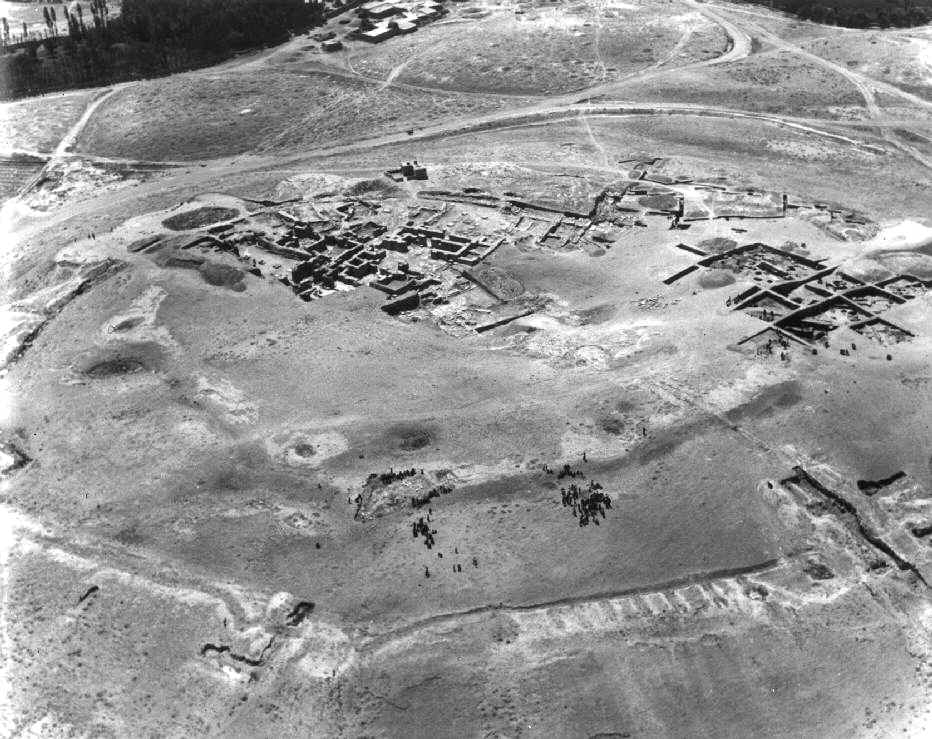
تپه حسنلو

مجموعهٔ ساختمان‌هایی با تالار ستون‌دار اولین نوع شناخته‌شدهٔ این گونه ساخت‌وساز در ایران هستند و چیزی به ابعاد آن‌ها تا زمان تخت جمشید در ایران ساخته نشده.
این بناها کم‌وبیش مرجع ساختمان‌هایی با تالارِ ستون‌دار در معماری قرن هشتم و هفتم پیش‌ازمیلاد در محوطه‌های مادی تپه نوشیجان و تپه گودین ۲ هستند. بعدها هخامنشیان نیز در پاسارگاد، تخت جمشید، و آپادانا این سنت را ادامه دادند. اینکه این امر حاکی از مهاجرت گستردهٔ آریایی‌ها یا همگون‌سازی فرهنگی است هنوز نیاز به تحقیق دارد.
حدود ۱۰۰ سال پس از برپایی حسنلوی ۴، در حدود ۲۸۰۰ سال پیش، حسنلو به شکلی ناگهانی خشونت‌بار با خاک یکسان شد. در پی این رویداد صدها مرده در خرابه‌های شهر دفن شدند.
مهاجمان حسنلو احتمالاً اورارتویی‌هایی بودند که از شمال غربی می‌آمدند. این‌ها بر روی خرابه‌های سکونت‌گاه دیگری ساختند که به حسنلوی ۳ب معروف است.
از دیگر محوطه‌های این منطقه می‌توان از تپهٔ کردلر (دوره ۱) و گورستان تپهٔ دینخواه (دوره ۲) یاد کرد.

### بخش مرکزی زاگرس
در حدود ۲۹۰۰ سال پیش در تپهٔ شرقی باباجان سکونت‌گاهی موسوم به «باباجان دوران ۳» تشکیل شد که تالار ستون‌دار و اتاق‌های متعددی دارد و این امر احتمال آیینی بودن این محل را تأیید می‌کند. وجود استحکامات نظامی هم ناظر به تهدیدهای نظامی برای این محل است. به باور باستان‌شناسان، باباجان می‌تواند حلقهٔ ارتباطی معماری حسنلو به معماری دوران هخامنشی باشد.
تالارها با خشت منقوش در نقش‌های مختلف ساخته‌شده‌اند و ۵٫۵ متر ارتفاع و ۱٫۵ متر ضخامت داشته‌اند. سقف تالارها از تیرهای چوبی به قطر ۹۰ سانتی‌متر ساخته شده بوده که با ستون‌های چوبی نگه داشته شده بودند. باباجان دوران سه در حدود ۲۸۰۰ سال پیش در اثر حملهٔ آشوری‌ها سوخت.

### جنوب غربی ایران

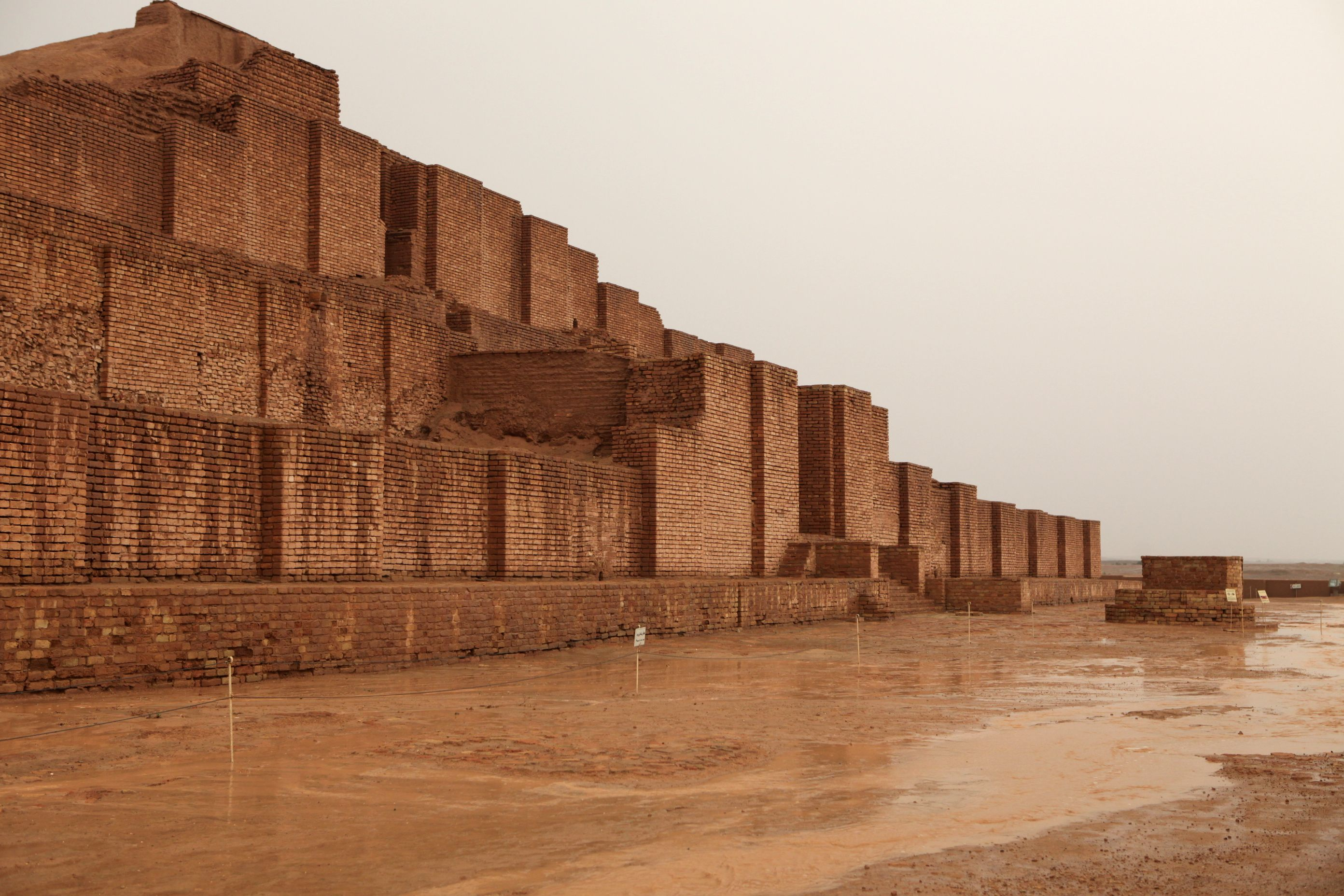
زیگورات چغازنبیل

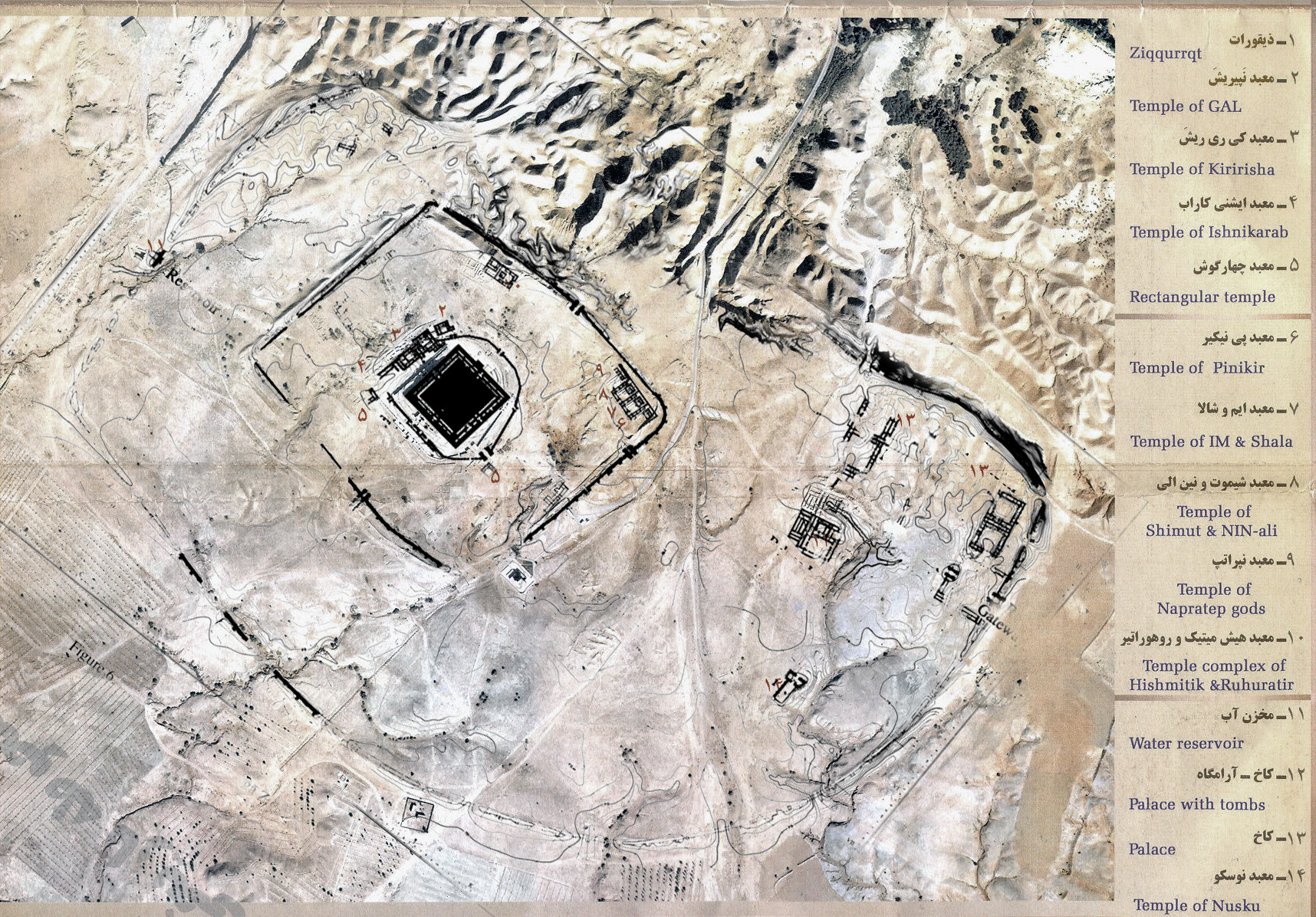
نقشهٔ حریم چغازنبیل

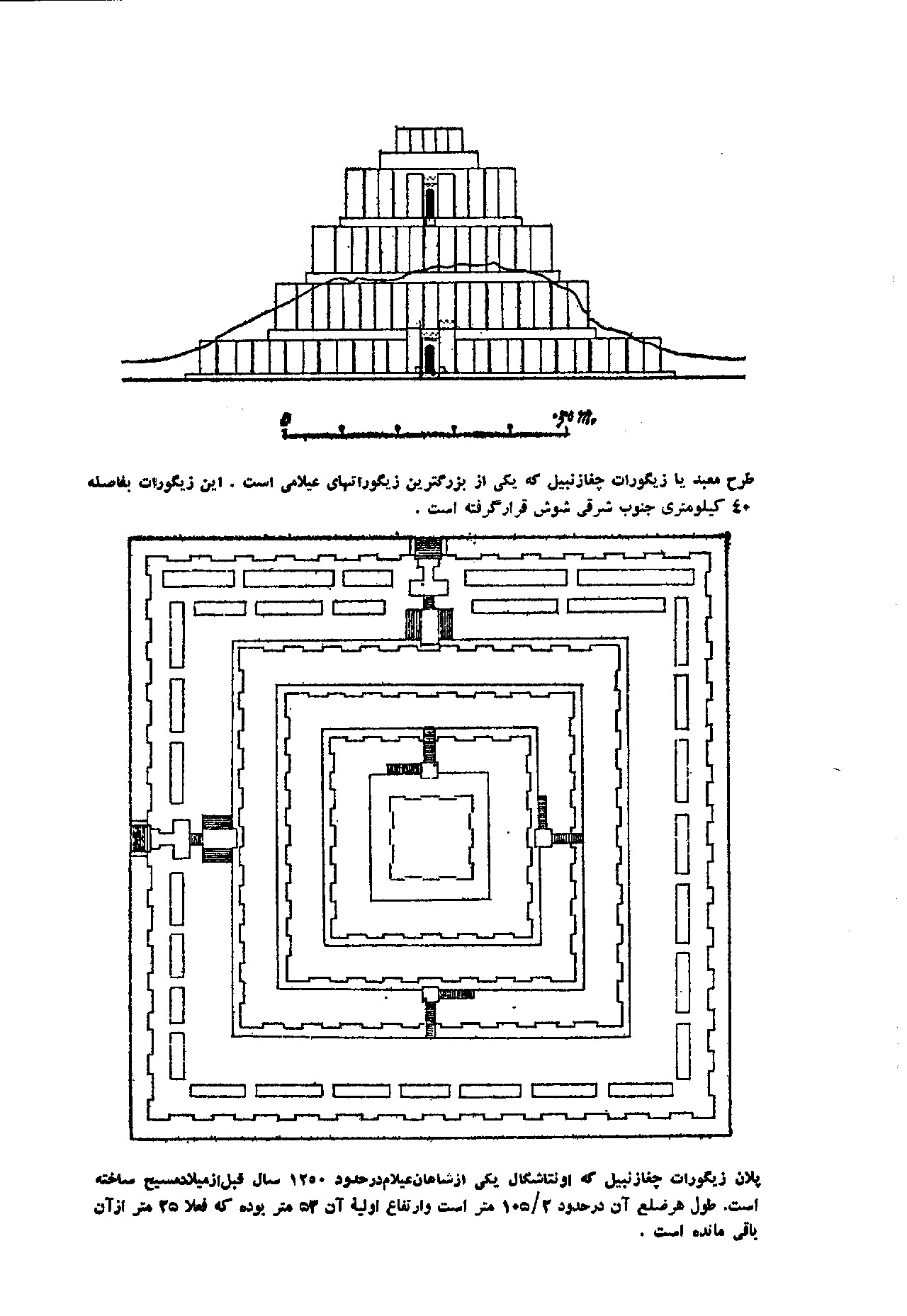
پلان و نمای احتمالی زیگورات چغازنبیل

مهمترین اثر باقی‌مانده از عصر آهن در جنوب غربی ایران چغازنبیل است که آن را فرمانروای ایلام اونتاش ناپیریشا در سال ۳٫۲۶۵ سال پیش در ۳۰ کیلومتری شهر شوش برپا کرد. چغازنبیل و معبدش در آن دوران مهم‌ترین مرکز مذهبی مردمانی ایلامی بوده و از مهم‌ترین زیگورات‌های جهان باستان به‌شمار می‌رود.
چغازنبیل شهری با سه حصار تودرتو بود که عبارتند از
1. دیوار حصار درونی (مدور) به قطر ۱۷۰ متر با هفت دروازه
2. دیوار حصار میانی (مربع‌شکل) به طول ۱٫۶۲۵ متر
3. دیوار حصار بیرونی به طول ۳٫۶۰۰ متر.[۳۹]

بین حصارهای میانی و بیرونی، بقایای ۱۲ معبد قرار دارند که هر کدام برای یکی از برای الهه‌های و خدایان دیگر ایلام ساخته شده‌اند. بین حصار میانی و داخلی نیز دو کاخ، دو معبد ناشناخته، و یک تصفیه‌خانه ساخته شده. این محدوده به «محلهٔ شاهی» معروف است. در داخل حصار درونی (محدوده‌ای که شهر مقدس یا تمنوس نامیده می‌شود)، زیگورات عظیمی هست با قاعدهٔ مربع‌شکل به طول ۱۰۲٫۲ متر، که در حال حاضر ۳ طبقهٔ آن موجود است. هر طبقه از زیگورات بر روی محوطه یا سکویی به ارتفاع ۱ الی ۱٫۵ متر ساخته شده. به باور باستان‌شناسان این زیگورات ۵ طبقه بوده که عبارتند بوده‌اند از:
1. طبقهٔ اول به ارتفاع ۸ متر از کف
2. طبقهٔ دوم به ارتفاع ۲۰ متر از کف
3. طبقهٔ سوم به ارتفاع ۳۲ متر از کف
4. طبقهٔ چهارم به ارتفاع ۴۴ متر
5. طبقه پنجم به ارتفاع ۵۲٫۶ متر (نصف ضلع مربع) از کف[۳۹]

سازندگانِ ایلامی زیگورات هر کدام از طبقات را از زمین با پیِ مستقل و جدا ساخته و بالا آورده‌اند، چنان‌که هر طبقه داخل دیگری قرار گرفته. این امر از نشست ساختمان در مرکز هم جلوگیری می‌کند و ایستایی بنا را افزایش می‌دهد.
به باور رومن گیرشمن، ابتدا دو طبقهٔ زیرین پیرامون حیاطی باز بنا گردیده‌اند و بعدها طبقات بالایی را به‌شکل متحدالمرکز در این حیاط ساخته‌اند.

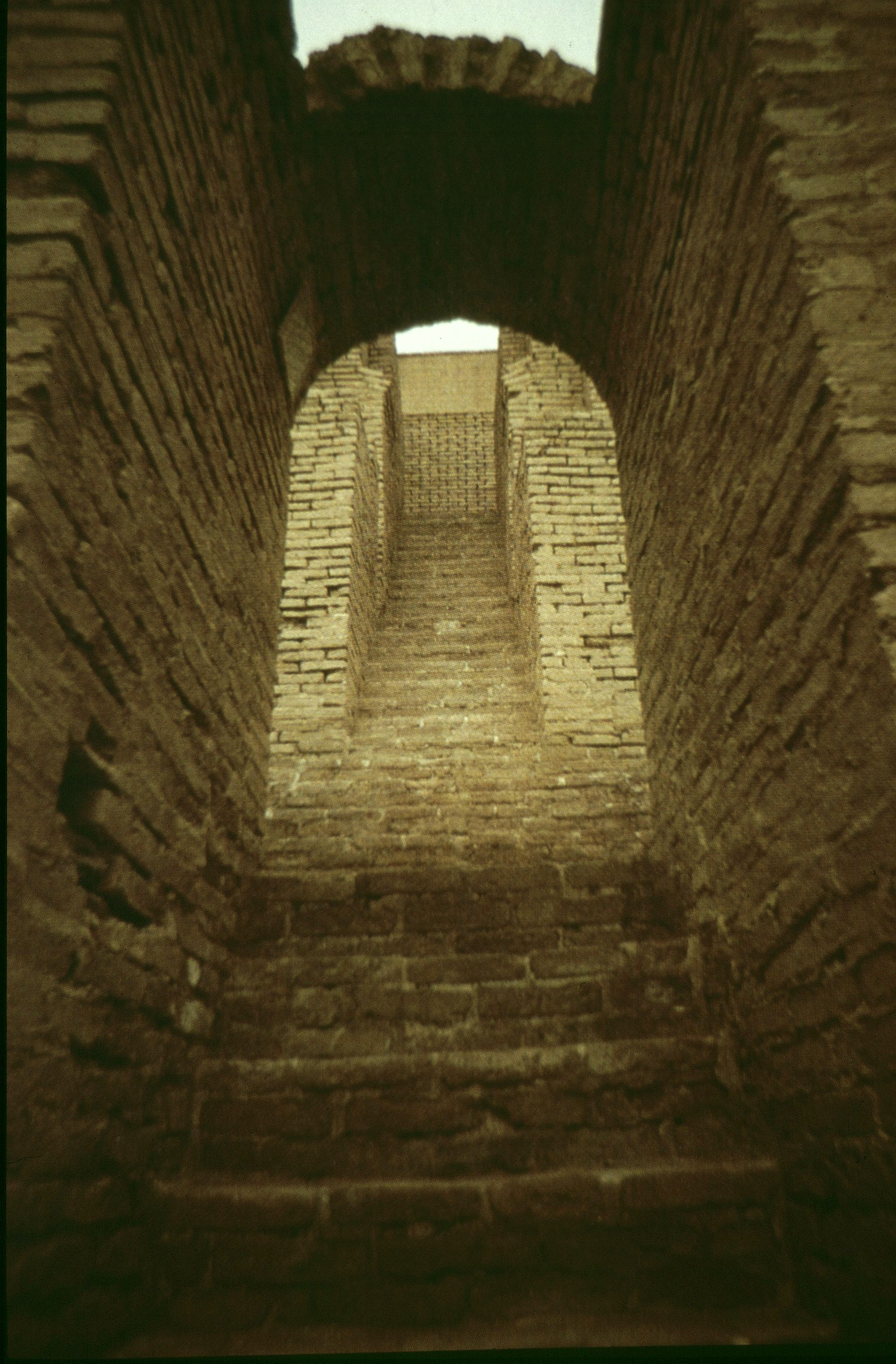
پلکان ارتباطی زیگورات چغازنبیل

در وسط هر ضلع زیگورات دروازه‌ای وجود داشته که امکان ارتباط با طبقات بالا (بر خلاف زیگورات‌های میانرودان) از طریق پلکان ممکن بوده. تنها پلکان جبهه جنوب غربی تا معبد در طبقهٔ پنجم امتداد داشته.
زیگورات از دیوارهایی به ضخامت دو متر تشکیل شده که در داخل با خشت خام به ابعاد ۱۰ در ۴۰ در ۴۰ و در نما با آجر به ابعاد ۱۰ در ۳۵ در ۳۵ و ۸ در ۳۷٫۵ در ۳۷٫۵ ساخته شده‌اند. سقف طبقهٔ اول از خشت خام به شکل طاق آهنگ است و کف از خشت شکسته‌است و روی آن با ساروج اندود شده. کف پله‌ها و سنگفرش دروازه‌ها سنگی است.
دیوارها با رنگ سفید اندود شده و با رنگ سرخ تزئین شده‌اند و روی آن‌ها در هر ۱۰ ردیف آجر گل‌میخ‌های سفالین لعاب‌دار جای داده شده‌است. درهای چوبی نیز با شیشهٔ رنگی تزئین شده‌اند.
ناودانی‌ها با قیر اندود شده‌اند.
بنای مدوری در ضلع جنوب غربی برپا است که برخی باستان‌شناسان آن را پایهٔ مجسمه و برخی محراب یا قربانگاه دانسته‌اند.
چغازنبیل و زیگوراتش را آشوربانی‌پال ۲۶۴۰ سال پیش غارت کرد.

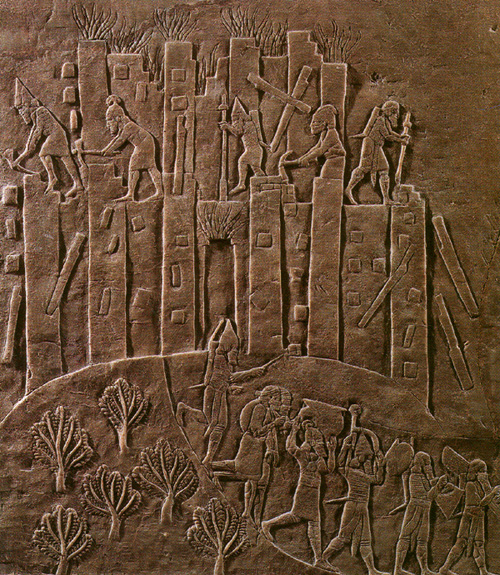
نقش برجسته‌ای از نابودی شوشِ ایلامی به‌دست آشور بانیپال.
آتش از شهر زبانه می‌کشد، درحالی‌که سربازان آشوری شهر را با کلنگ و دیلم واژگون می‌کنند و غنایم را به خارج از شهر می‌برند.

شهر شوش، پایتخت تمدن ایلام که وسعتش به ۳۰۰ هکتار می‌رسید نیز در یورش آشوربانی‌پال با خاک یکسان شد، همهٔ آثار تمدنش از بین رفت، و بعدها روی آن شهر دیگر ساختند.
از معماری شوشِ ایلامی هیچ دانسته‌ای در دست نیست، بااین‌حال می‌توان شکل پیرامون دیوارهای معبد خشتی عظیمی را دید. ژاک دو مورگان نیز بر این باور بوده که تپه‌ای در حریم شوش (که او آن را آکروپُل نامید) معبد یا کاخ فرمانروایان ایلامی بوده.

### فلات مرکزی ایران

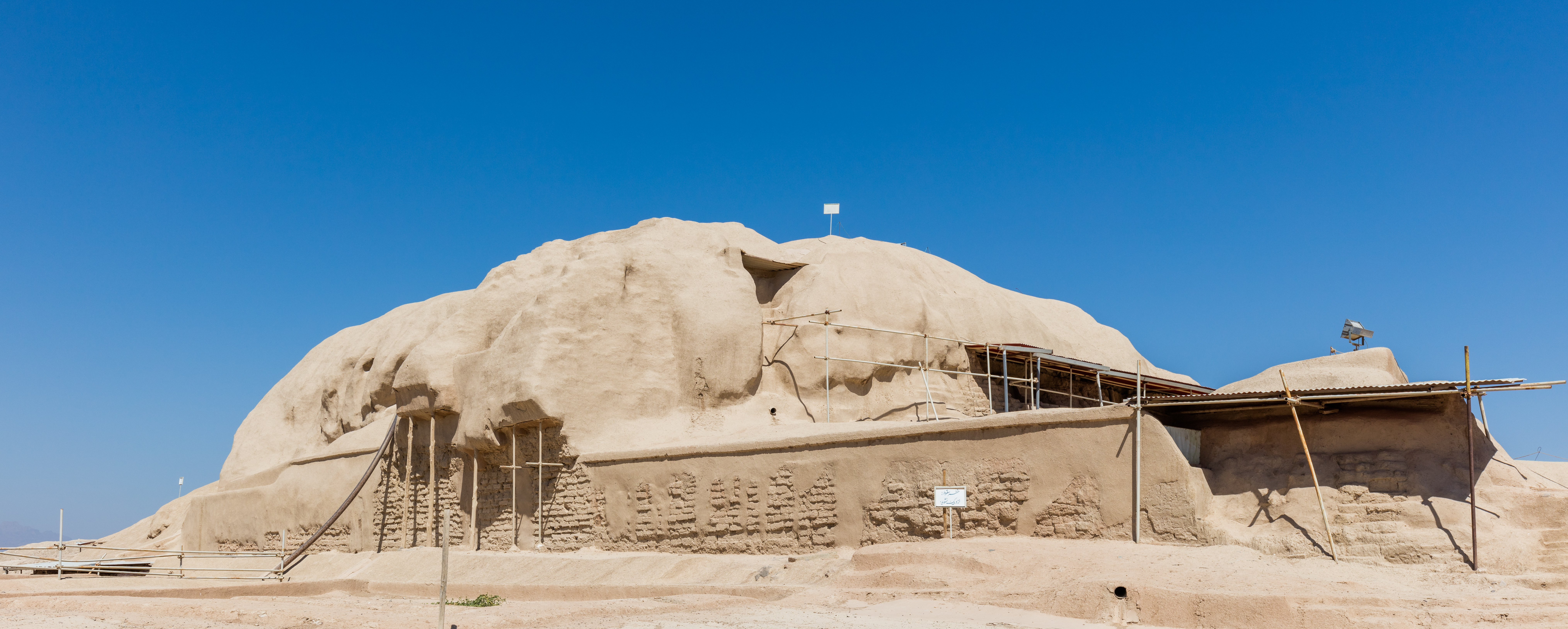
قلعه از دوران ششم تپه سیلک

حدود ۳٫۰۰۰ سال پیش، دورهٔ دیگری از سکونت در تپهٔ جنوبی سیلک (دوره ششم) آغاز شد که دویست سال ادامه یافت.
مهمترین یافته‌های معماری از این دوران قلعه‌ای چندضلعی به مساحت ۲٫۰۰۰ مترمربع است که کف و دیوارهای خشتی داشته و برج و باروی خشتی‌اش با سنگ مستحکم شده بوده‌است.
گورها در این سکونت‌گاه در مجموعه‌هایی منظم با پوشش خرپشته‌ای به شکل گودال قرار دارند که روی آن‌های پوشیده شده و در نتیجه سطح قبرها اندکی از سطح زمین بلندتر است.
ایجاد صفه و ساخت بنا بر روی آن در این دوره از تپه سیلک دیده می‌شود که از مشخصه‌های معماری آریایی بوده و بعدها در معماری مادی و هخامنشی به کار گرفته شده.

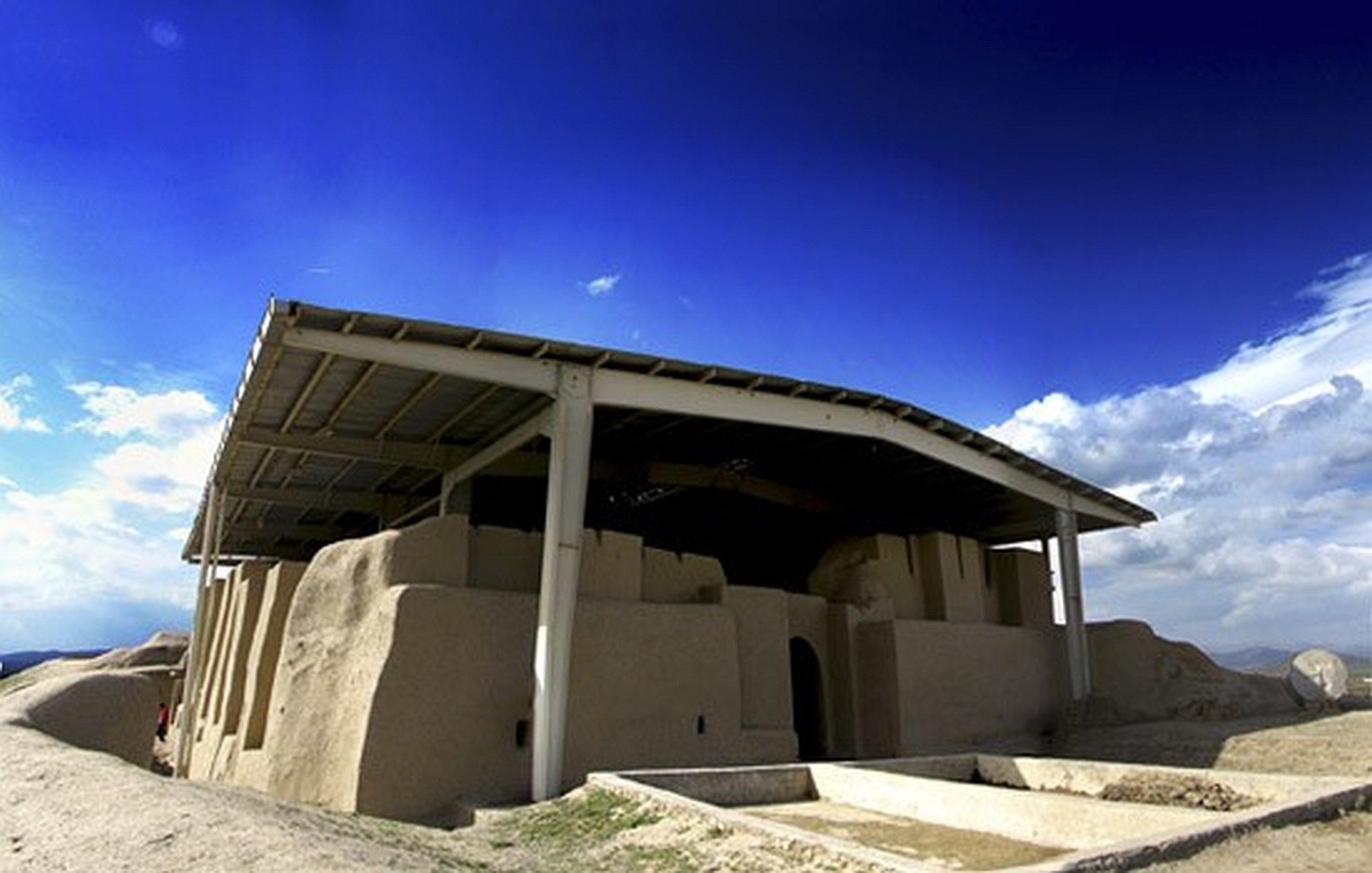
آتشکده نوشیجان

نوشی جانِ دورهٔ یک نیز سکونت‌گاهی از مردم ماد بود که حدود ۲۷۵۰ سال پیش تشکیل شد. این مجموعه شامل حصار، قلعهٔ دفاعی، و دو نیایشگاه (معبد غربی قدیمی‌تر و آتشکده) بوده. نقشهٔ معبد غربی به شکل مربع است و اتاقی پیش ورودی در سمت چپ ورودی دارد. دیوارها از جنس خشت با پشت‌بند در سمت خارجی هستند و شالوده‌ای سنگی به عمق ۲۵ سانتی‌متر دارند. بعدها در مجاورت معبد غربی تالاری ستون‌دار ساخته‌اند که کف آن از کف معبد ۱٫۷ متر بالاتر است. ورودی‌های معبد غربی پیش از ساختن آتشکده مسدود شده. آتشکده با پلانی به شکل لوزی پلکانی (چلیپایی) ساخته شده و شامل پیشخوان، دالان مارپیچی و اتاق اصلی است. در اتاق اصلی محرابی به شکل مربع و ضلع ۰٫۸۵ متر قرار دارد. قلعهٔ دفاعی هم پلانی مستطیلی و اتاق‌هایی مارپیچی دارد. سقف پیشخوان آتشکده را با طاق آهنگی ساخته‌اند که بسیار شبیه به تویزه‌های گچی و قالب‌ریزی‌شده‌ای است که بعدها در معماری اسلامی ایران استفاده شد.
از دیگر محوطه‌های مهم عصر آهن در فلات مرکزی ایران می‌توان به تپهٔ سِگْزآباد و تپهٔ هگمتانه اشاره کرد.

## یادداشت
1. ↑  architecturally modiﬁed environment
2. ↑  ساختار واحد خانوادگی در همهٔ پیشاتاریخ در فلات ایران ادامه یافت.
3. ↑  یا «عصر کالکولتیک»
4. ↑  یا «تپهٔ توله‌ای»
5. ↑  یا بَکان در لفظ محلی. نام باکون در ادبیات باستان‌شناختی جاافتاده‌است.
6. ↑  Philip E. L. Smith
7. ↑  یا ظرفی شامل خوردنی و آشامیدنی برای استفادهٔ مردگان در دنیای دیگر.
8. ↑  William Sumner
9. ↑  به این گونه سازه‌های پله‌پله‌ای مشخصا در افسانهٔ انمرکار و فرمانروای ارته اشاره شده‌است.[۲۹]
10. ↑  در کل باستان‌شناسان عصر آهن خاور نزدیک را به سه دوره تقسیم می‌کنند: عصر آهن یکم (از ۱٫۴۰۰ تا ۱٫۲۵۰ پیش‌ازمیلاد)، عصر آهن دوم (از ۱٫۲۵۰ تا ۸۰۰ پیش‌ازمیلاد)، و عصر آهن سوم (از ۸۰۰ تا ۶۰۰ پیش‌ازمیلاد)
11. ↑  Acropole
12. ↑  بین ۱۲۰۰ تا ۳۰۰۰ سال پیش نیز گورستانی با گودال‌های بیضوی از تپهٔ جنوبی سیلک کشف شده، به‌نظر می‌رسد ساکنان این دوره چادرنشین بوده‌اند و معماری‌ای از خود بجا نگذاشته‌اند. محققان این مردمان را به جوامع مهاجر آریایی نسبت می‌دهند.[۴۳]

### فهرست منابع
- ادیب‌زاده، بهمن؛ مصطفوی، فاطمه؛ رازجویان، محمود؛ ریاضی، محمدرضا (۱۳۸۴). آثار خانه در ایران از نوسنگی تا ساسانی. شرکت عمران و بهسازی شهری ایران (مادر تخصصی). OCLC 239846377. شابک ۹۶۴-۰۶-۵۸۵۶-۱.
- بیشیونه، رافائل؛ آجورلو، بهرام؛ فیض‌خواه، محمد (۱۳۸۴). «الگوهای استقراری اورارتویی و ماقبل اورارتویی در قفقاز، دو مورد مطالعاتی: دشت ارومیه در ایران و حوضهٔ گوگجه نیل جنوبی در جمهوری ارمنستان». بررسی‌های نوین تاریخی (۱): ۸۱–۱۱۲. دریافت‌شده در ۲۰۱۸-۰۹-۲۲.
- بهنام، عیسی (۱۳۵۲). «تحولی که اساس تمدن امروزی شد (پایان دوران سنگ آغاز دوران برتر و طلوع یک تمدن هفت هزار ساله)». هنر و مردم (۱۲۹ و ۱۳۰): ۲–۷. دریافت‌شده در ۲۰۱۸-۰۹-۲۴.
- مجیدی‌خامنه، بتول (۱۳۸۴). «شهر سلطنتی دور - اونتاش و بنای هنری - مذهبی چغازنبیل». دانشکده ادبیات و علوم انسانی (دانشگاه شهید چمران اهواز) (۱): ۱۱۷–۱۴۰. دریافت‌شده در ۲۰۱۸-۰۹-۲۴.
- رفیع‌فر، جلال‌الدین؛ قربانی، حمیدرضا (۱۳۸۵). «از کوچندگی تا یکجانشینی؛ رویکرد باستان مردم شناختی بر خاستگاه خانه و استراتژی معیشتی در دوره نوسنگی». نامه انسان‌شناسی (۹): ۸۴–۱۱۶. دریافت‌شده در ۲۰۱۸-۰۹-۱۰.
- سلطان‌زاده، حسین؛ یوسفی، ماندانا (۱۳۹۲). «چگونگی کاربرد هندسه و تفکیک فضا در معماری پیش از تاریخ ایران». اندیشه معماری (۱): ۵۴–۷۰. دریافت‌شده در ۲۰۱۸-۰۹-۱۰.
- ملازاده، کاظم؛ محمدیان‌منصور، صاحب (۱۳۹۰). «مطالعه و معرفی شیوه بدیع طاق زنی دوره ماد در تپه نوشیجان ملایر». مطالعات باستان‌شناسی (۴): ۱۱۹–۱۳۸. دریافت‌شده در ۲۰۱۸-۰۹-۲۴.
- محمدیان‌فر، محمد (۱۳۸۹). «مقالات: کهن شهر شوش». رشد آموزش تاریخ (۴۱): ۸–۱۴. دریافت‌شده در ۲۰۱۸-۰۹-۲۴.

- Atakuman, Çiğdem (2014). "Architectural Discourse and Social Transformation During the Early Neolithic of Southeast Anatolia". Journal of World Prehistory. Springer Nature. 27 (1): 1–42. doi:10.1007/s10963-014-9070-4. ISSN 0892-7537.
- Ghaz̤bānpūr, Jāsim (2001). Khānah-i Irāni. Tehran: Intishārāt-i Tīs. ISBN 964-92475-1-3. OCLC 53088629.
- Jelodar, Mohammad Esmaeil Esmaeili (2018-04-24). "The first possible evidence of the Aceramic Neolithic in the Iranian Central Plateau". Antiquity. 92 (362). doi:10.15184/aqy.2018.52. ISSN 0003-598X.
- Love, Serena (2013). "Architecture as material culture: Building form and materiality in the Pre-Pottery Neolithic of Anatolia and Levant". Journal of Anthropological Archaeology. Elsevier BV. 32 (4): 746–758. doi:10.1016/j.jaa.2013.05.002. ISSN 0278-4165.
- Musée du Louvre; Harper, P.O.; Aruz, J.; Tallon, F. (1992). The Royal City of Susa: Ancient Near Eastern Treasures in the Louvre. Metropolitan Museum of Art. ISBN 978-0-87099-651-1. Retrieved 2018-09-24.
- Smith, Philip E.L. (1990). "Architectural innovation and experimentation at Ganj Dareh, Iran". World Archaeology. Informa UK Limited. 21 (3): 323–335. doi:10.1080/00438243.1990.9980111. ISSN 0043-8243.
- "ART IN IRAN i. NEOLITHIC TO MEDIAN – Encyclopaedia Iranica". Encyclopædia Iranica. 1984-04-29. Retrieved 2018-09-11.
- "BRONZE AGE – Encyclopaedia Iranica". Encyclopædia Iranica. 1989-12-15. Retrieved 2018-09-11.
- "IRON AGE – Encyclopaedia Iranica". Encyclopædia Iranica. 2006-12-15. Retrieved 2018-09-11.
- "NEOLITHIC AGE IN IRAN – Encyclopaedia Iranica". Encyclopædia Iranica. 1997-05-14. Archived from the original on 23 October 2012. Retrieved 2018-09-11.